# Arte del Rinascimento

Leonardo da Vinci, Monna Lisa, 1503-1508
circa

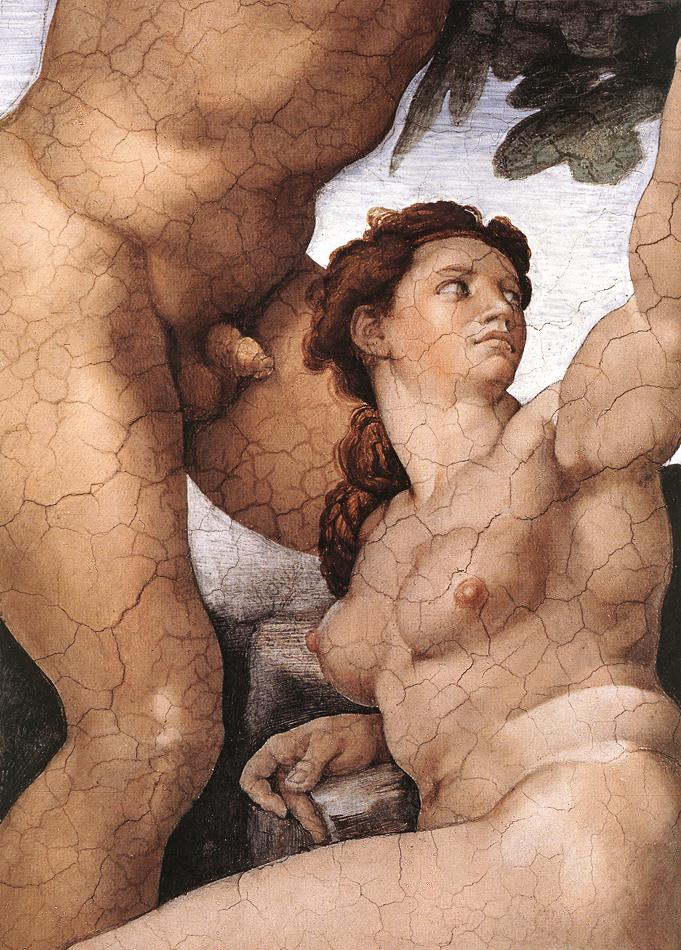
Michelangelo Buonarroti, Peccato originale e cacciata dal Paradiso terrestre (dettaglio), volta della Cappella Sistina, 1508-1512

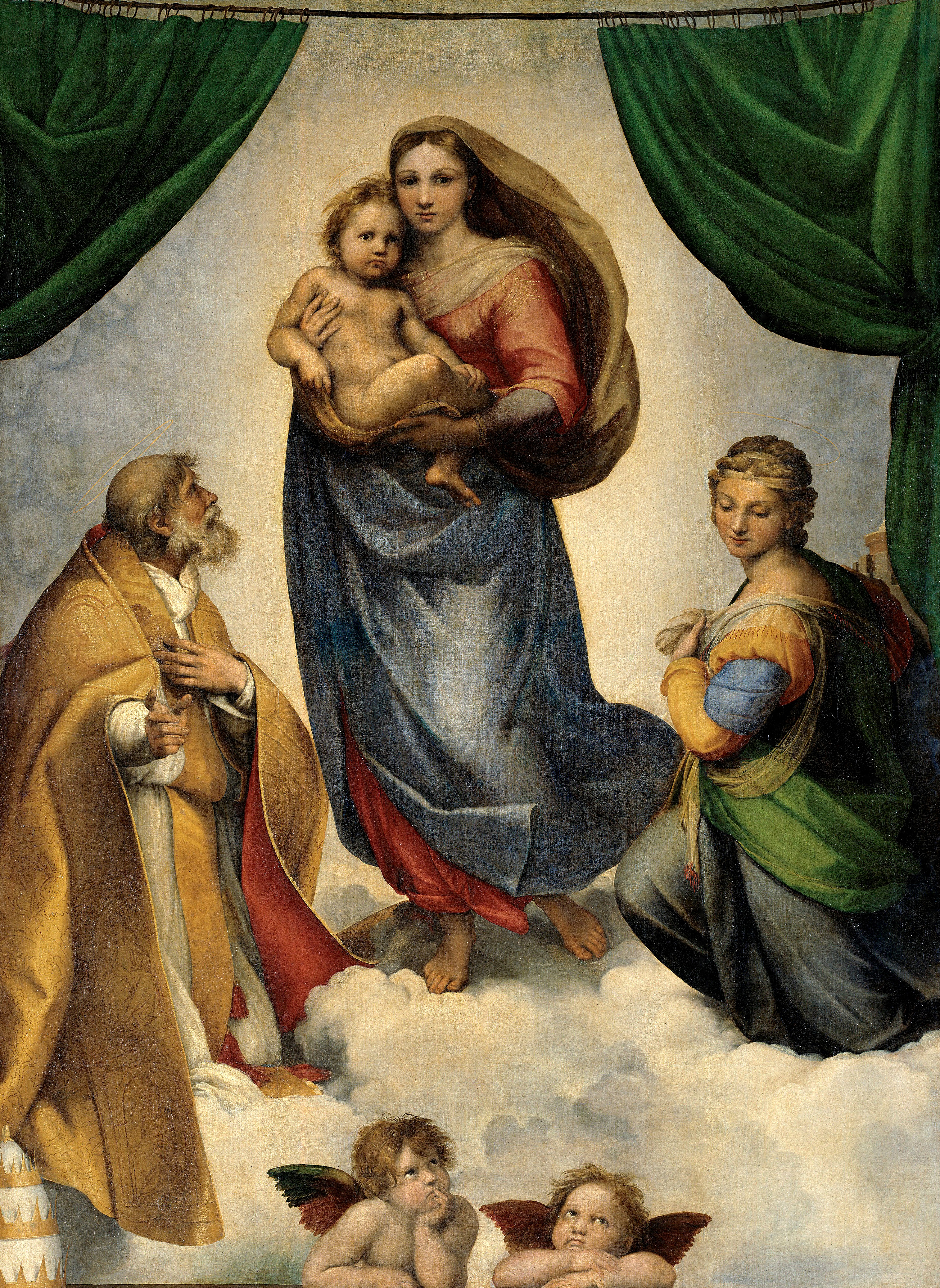
Raffaello Sanzio, Madonna Sistina, 1513-1514 circa

L'arte del Rinascimento si sviluppò a Firenze a partire dai primi decenni del Quattrocento, e da qui si diffuse nel resto d'Italia e poi in Europa, fino ai primi decenni del XVI secolo, periodo in cui fiorì il Rinascimento "maturo" con le esperienze di Leonardo da Vinci, Michelangelo Buonarroti e Raffaello Sanzio. Per il periodo successivo, pur nelle diverse espressioni e diversi archi temporali, si parla in genere di arte del Manierismo.

## Contesto storico
Il XV secolo fu un'epoca di grandi passi economici, politici e sociali, che infatti viene preso come epoca di confine tra Medioevo ed Età moderna, sebbene con alcune differenze di date e di prospettiva. Tra gli eventi di maggior rottura in ambito politico ci furono la questione orientale, segnata dall'espansione dell'Impero ottomano (il quale, dopo la caduta di Costantinopoli nel 1453 giunge a minacciare l'Ungheria e il territorio austriaco) e un'altra occidentale, caratterizzata dalla nascita degli Stati moderni, tra cui le monarchie nazionali di Francia, Inghilterra e Spagna, così come l'impero di Carlo V - che, a differenza degli imperi medioevali, presenta un progetto di accentramento del potere, tipico delle istituzioni politiche moderne. In Italia le Signorie locali si svilupparono in Stati regionali allargandosi a discapito dei vicini, ma non fu possibile creare un'unità nazionale per via dei particolarismi e delle reciproche diffidenze.
Con la scoperta del Nuovo Mondo e le grandi esplorazioni gli orizzonti del mondo europeo si allargarono a dismisura, ma ciò significò anche la progressiva perdita di importanza del Mediterraneo, con un nuovo assetto politico-economico che, dal XVII secolo, ebbe come nuovo fulcro l'Europa nord-occidentale. 
Le grandi scoperte geografiche aprivano agli Stati nazionali nuove enormi possibilità di arricchimento e di espansione, spalancavano nuovi orizzonti di nuove scoperte negli ambiti più diversi, dalla religione al costume, dalle forme artistiche alle strutture sociali. I mercati internazionali, le vaste operazioni bancarie, l'economia monetaria, la maggiore agilità degli scambi portavano alla ribalta quella borghesia industriosa e attivissima, affamata di ricchezza e di potenza, dalle cui file i monarchi sceglievano i propri collaboratori.

## Contesto sociale e culturale

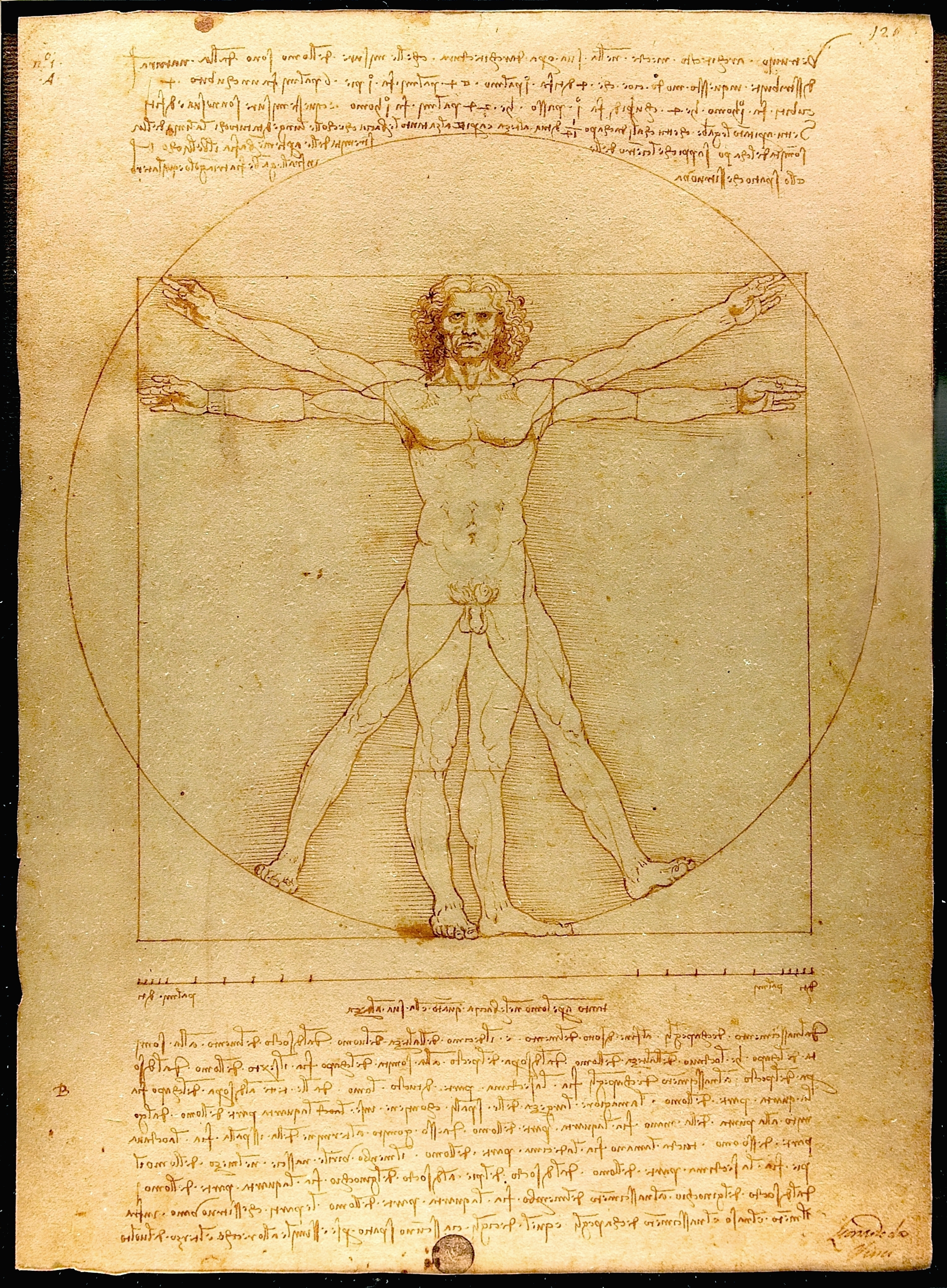
L'uomo vitruviano di Leonardo

In questo periodo si ebbe a Firenze un rinsaldato legame con le origini romane della città, originatosi già nel XIV secolo con le opere di Francesco Petrarca o Coluccio Salutati, che produsse un atteggiamento consapevole di ripresa dei modi dell'età classica greca e romana. Questa "rinascita", non nuova nel mondo medievale, ebbe però, a differenza dei casi precedenti, una diffusione ed una continuità straordinariamente ampia, oltre al fatto che per la prima volta venne formulato il concetto di "frattura" tra mondo moderno e antichità dovuta all'interruzione rappresentata dai "secoli bui", chiamati poi età di mezzo o Medioevo. Il passato antico però non era qualcosa di astratto e mitologico, ma veniva indagato con i mezzi della filologia per trarne un'immagine più autentica e veritiera possibile, dalla quale trarre esempio per creare nuove cose (e non da usare come modello per pedisseque imitazioni).
Ne scaturì una nuova percezione dell'uomo e del mondo, dove il singolo individuo è in grado di autodeterminarsi e di coltivare le proprie doti, con le quali potrà vincere la Fortuna (nel senso latino, "sorte") e dominare la natura modificandola. Questa valorizzazione delle potenzialità umane è alla base della dignità dell'individuo, con il rifiuto della separazione tra spirito e corpo. Importante è anche la vita associata, che acquista un valore particolarmente positivo legato alla dialettica, allo scambio di opinioni e informazioni, al confronto.
Questa nuova concezione si diffuse con entusiasmo, ma, basandosi sulle forze dei singoli individui, non era priva di lati duri e angoscianti, sconosciuti nel rassicurante sistema medievale. Alle certezze del mondo tolemaico, si sostituirono le incertezze dell'ignoto, alla fede nella Provvidenza si avvicendò la più volubile Fortuna e la responsabilità dell'autodeterminazione comportava l'angoscia del dubbio, dell'errore, del fallimento. Questo rovescio della medaglia, più sofferto e spaventoso, si ripresentò ogni volta che il fragile equilibrio economico, sociale e politico veniva meno, togliendo il sostegno agli ideali.
Questi temi erano comunque patrimonio di una élite ristretta, che godeva di un'educazione pensata per un futuro nelle cariche pubbliche. Gli ideali degli umanisti però erano condivisi dalla maggiore fetta della società borghese mercantile e artigiana, soprattutto perché si riflettevano efficacemente nella vita di tutti i giorni, all'insegna del pragmatismo, dell'individualismo, della competitività, della legittimazione della ricchezza e dell'esaltazione della vita attiva.
Gli artisti erano pure partecipi di questi valori, anche se non avevano un'istruzione che poteva competere con quella dei letterati; nonostante ciò, grazie anche alle opportune collaborazioni e alle grandi capacità tecniche apprese sul campo, le loro opere suscitavano un vasto interesse a tutti livelli, annullando le differenze elitarie poiché più facilmente fruibili rispetto alla letteratura, rigorosamente ancora redatta in latino.
La cattedrale finisce di essere il centro mistico delle città e di delimitare la zona del "sacrum" dallo spazio profano: di fronte ad essa si ergono i palazzi delle Signorie, dei prìncipi, delle corporazioni, dei nuovi ricchi, e dentro i palazzi i pittori e gli artisti narrano le gesta gloriose della famiglia, o celebrano la gioia del vivere, o rievocano la mitologia del paganesimo interpretandola anche in chiave contemporanea. La visione del mondo è antropocentrica, non più teocentrica come nel Medioevo.

## Caratteristiche

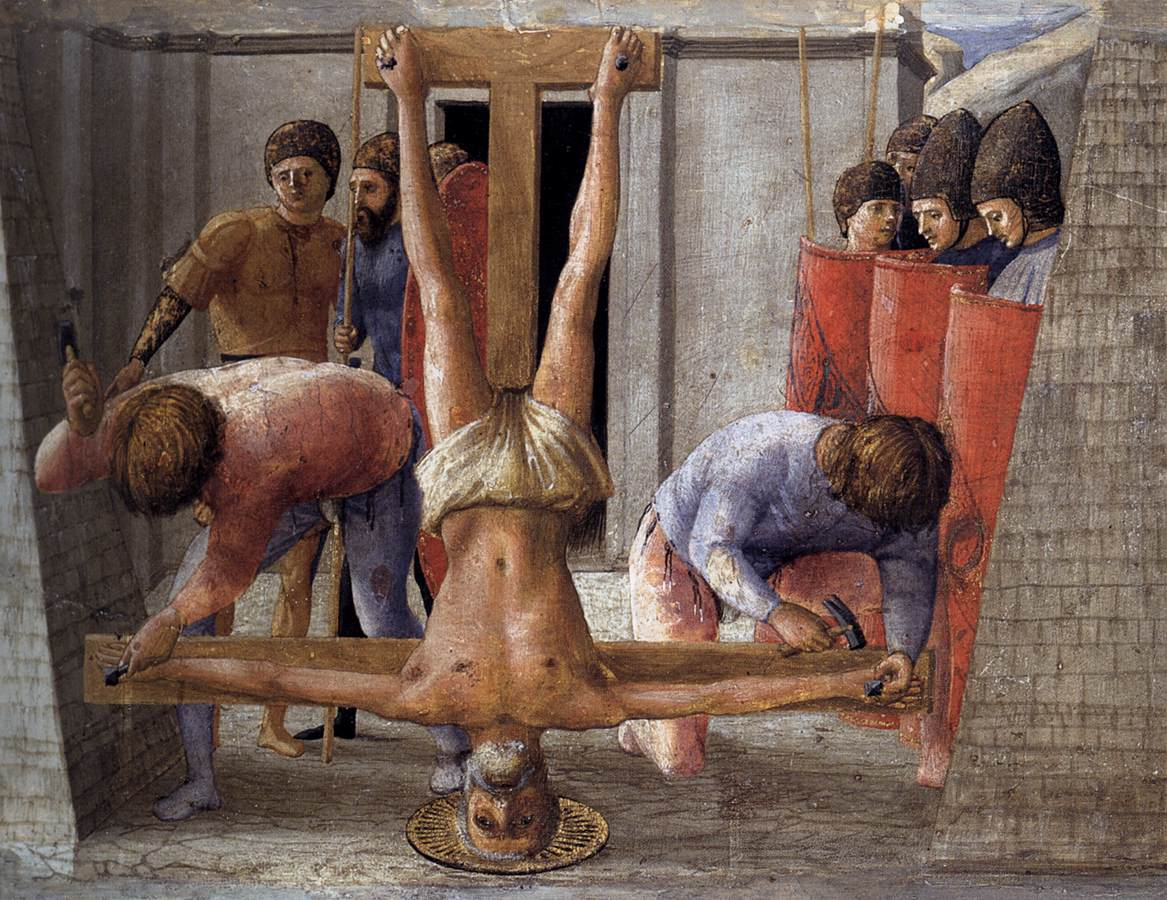
Masaccio, Crocefissione di San Pietro dal polittico di Pisa

Anche nel campo delle arti figurative le innovazioni rinascimentali affondavano le radici nel XIV secolo: ad esempio le ricerche intuitive sullo spazio di Giotto, di Ambrogio Lorenzetti o dei miniatori francesi vennero approfondite e portate a risultati di estremo rigore, fino ad arrivare a produrre risultati rivoluzionari.
Furono almeno tre gli elementi essenziali del nuovo stile:
1. Formulazione delle regole della prospettiva lineare centrica, che organizzava lo spazio unitariamente;
2. Attenzione all'uomo come individuo, sia nella fisionomia sia nell'anatomia che nella rappresentazione delle emozioni;
3. Ripudio degli elementi decorativi e ritorno all'essenzialità.

Per parlare di un'opera pienamente rinascimentale non basta la presenza di uno solo di questi elementi, poiché il Rinascimento fu innanzitutto un nuovo modo di pensare e raffigurare il mondo nella sua interezza. Per esempio in alcune opere di Paolo Uccello, come il San Giorgio e il drago (1456), lo spazio è composto secondo le regole della prospettiva; tuttavia, i personaggi non sono disposti in profondità, ma semplicemente accostati e privi di ombre, come l'eterea principessa; diversamente nella Crocefissione di San Pietro (1426) di Masaccio tutti gli elementi sono commisurati alla prospettiva, che determina le dimensioni di ciascuno.
Un altro confronto, relativo all'attenzione all'uomo come individuo, si può effettuare tra la Madonna in trono col Bambino e angeli musicanti (1405-1410 circa) di Gentile da Fabriano e la Sant'Anna Metterza (1426) sempre di Masaccio: nel primo caso il volume è creato sovrapponendo gli strati di colore che creano ombre e luci in maniera del tutto convenzionale (le parti chiare sono sempre le stesse: la canna del naso, la fronte, il mento, qualunque sia la posizione della testa nel dipinto), come anche i lineamenti e le espressioni, mentre nel caso di Masaccio la figura del volto nasce dalla conoscenza della reale struttura ossea, con un disporsi delle ombre studiato e consapevole che, nel caso del Bambino, coprono gran parte del viso.
L'occhio umano, che ha imparato a conoscere gli spazi umani e cosmici e le loro leggi discoprendone la struttura prospettica, concepisce il paesaggio come scenario di azioni umane, e, anche quando lo conserva come sfondo di una raffigurazione sacra, lo vagheggia con lo stesso amore e la stessa devozione. Le vicende delle stagioni, i lavori quotidiani, le arti liberali, che prima rientravano nella cornice delle cattedrali in cui trovavano il loro luogo naturale, ora si affermano in piena autonomia per dichiarare la dignità del lavoro umano; inoltre pittori e scultori che studiano anatomicamente il corpo umano vedono in esso ordine e bellezza.
L'artista medievale era responsabile solo dell'esecuzione dell'opera poiché gli erano dati i contenuti e i temi dell'immagine da una autorità superiore o da una tradizione consacrata, invece nel Rinascimento l'artista deve trovarli e definirli, determinando così autonomamente l'orientamento ideologico e culturale del proprio lavoro. La cultura umanistica, poi, pone il fine dell'arte come valore. Questa società avente al vertice il borghese che ha conquistato la "signoria", è interessata a conoscere oggettivamente: la natura, luogo della vita e sorgente della materia del lavoro umano, la storia, che dà conto dei moventi e delle conseguenze delle azioni umane, l'uomo come soggetto del conoscere e dell'agire.
Gli iniziatori di questo movimento in età umanistico-rinascimentale sono Filippo Brunelleschi (architetto), Leon Battista Alberti (architetto e letterato), Donatello (scultore) e Masaccio (pittore).

Paolo Uccello, San Giorgio e il drago
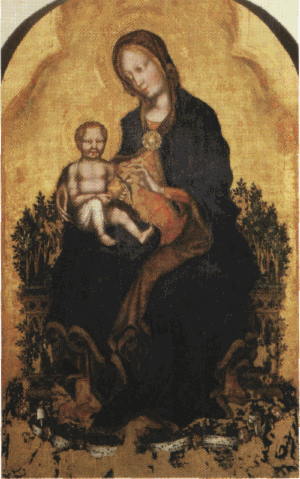
Gentile da Fabriano, Madonna in trono col Bambino e angeli musicanti
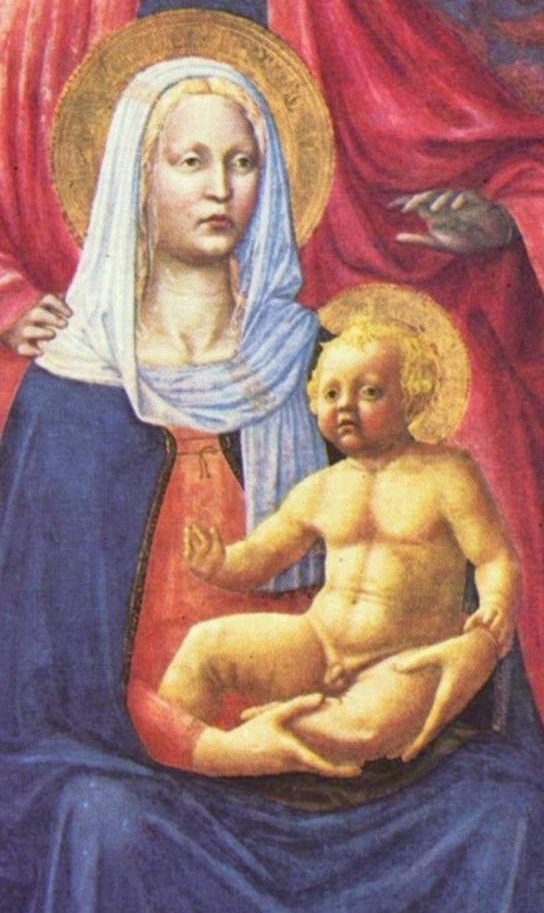
Masaccio, Sant'Anna Metterza (dettaglio)

### Prospettiva

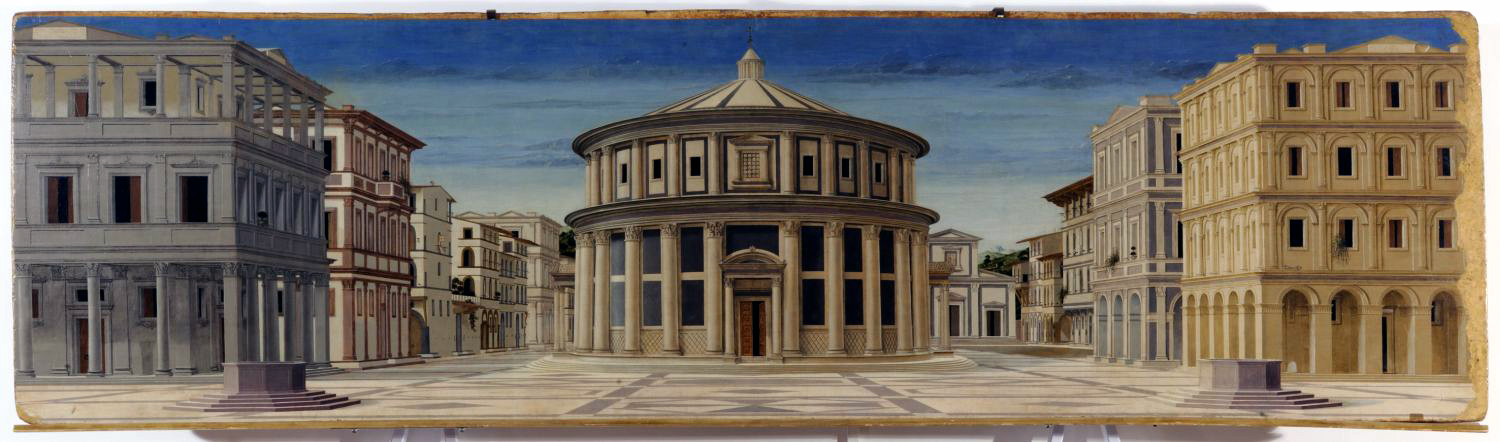
Anonimo, Città ideale (1480-1490 circa), Galleria Nazionale delle Marche, Urbino

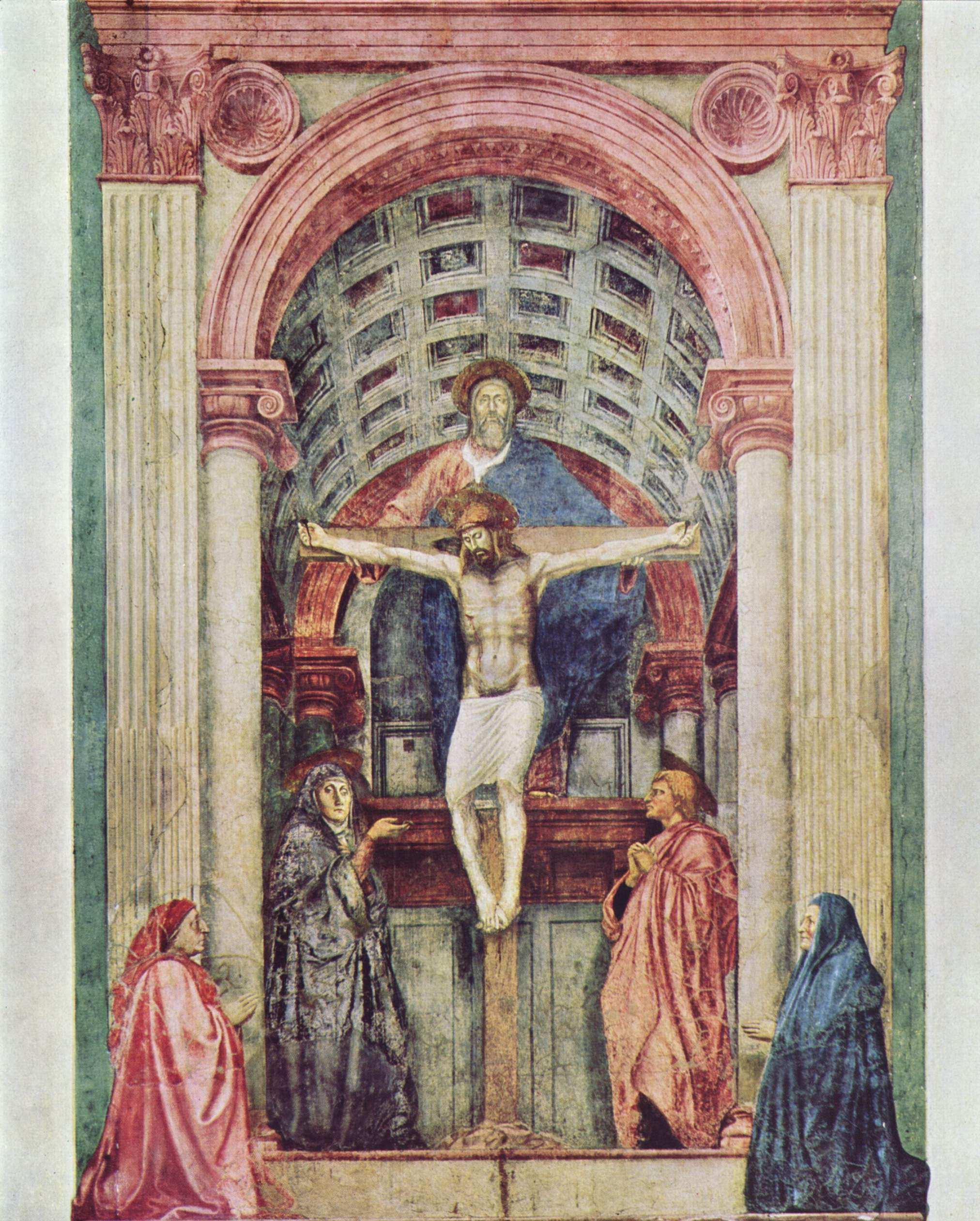
Masaccio, Trinità (1425-1427), Santa Maria Novella, Firenze

Ciascun artista del Rinascimento dosò secondo una propria misura personale gli elementi base del nuovo stile, ispirandosi, in misura diversa, alla natura ed all'antico. Il fattore più importante del Quattrocento fiorentino e italiano in generale, assurto quasi a simbolo della stagione, è il problema prospettico.
La prospettiva è uno dei sistemi per rappresentare su una superficie uno spazio tridimensionale e la posizione reciproca degli oggetti in esso contenuti.
Ai primi del secolo Filippo Brunelleschi mise a punto un metodo matematico-geometrico e misurabile per comporre lo spazio illusorio secondo la prospettiva lineare centrica, partendo dalle nozioni dell'ottica medievale e immaginando un nuovo concetto di spazio: infinito, continuo, preesistente alle figure che lo occupano. La teoria nacque da due esperimenti pratici con tavolette disegnate, oggi perdute ma ricostruibili grazie alle descrizioni di Leon Battista Alberti. Una raffigurava il Battistero di Firenze visto dal portale centrale di Santa Maria del Fiore ed aveva un cielo ricoperto da carta argentata, in modo che riflettesse la vera luce atmosferica. Questa tavoletta andava guardata attraverso uno specchio, mettendo un occhio su un foro sul retro della tavoletta stessa. Lo specchio, che aveva la stessa forma della tavoletta, doveva essere posto in maniera da contenerla tutta: se era più piccolo andava messo più lontano.
Da qui si potevano calcolare le distanze con l'edificio vero tramite un sistema di proporzioni di triangoli simili e i successivi rimpicciolimenti degli oggetti all'allontanarsi dallo spettatore. Con questo sistema si faceva forzatamente coincidere il punto di vista col centro della composizione, ottenendo un'intelaiatura prospettica per creare una rappresentazione dove lo spazio si componeva illusionisticamente come quello reale. Il sistema si basava, semplificando, sul fatto che le rette parallele sembravano convergere verso un unico punto all'orizzonte, il punto di fuga: fissando il punto di vista e la distanza si poteva stabilire in maniera matematica e razionale, tramite schemi grafici di rapida applicazione, la riduzione delle distanze e delle dimensioni.
La facilità di applicazione, che non richiedeva conoscenze geometriche di particolare raffinatezza, fu uno dei fattori chiave del successo del metodo, che venne adottato dalle botteghe con una certa elasticità e con modi non sempre ortodossi.
La prospettiva lineare centrica è solo uno dei modi con cui rappresentare la realtà, ma il suo carattere era particolarmente consono con la mentalità dell'uomo del Rinascimento, poiché dava origine a un ordine razionale dello spazio, secondo criteri stabiliti dagli artisti stessi. Se da un lato la presenza di regole matematiche rendeva la prospettiva una materia oggettiva, dall'altro le scelte che determinavano queste regole erano di carattere perfettamente soggettivo, come la posizione del punto di fuga, la distanza dallo spettatore, l'altezza dell'orizzonte. In definitiva la prospettiva rinascimentale non è nient'altro che una convenzione rappresentativa, che oggi è ormai così radicata da apparire naturale, anche se alcuni movimenti del XX secolo, come il cubismo, hanno dimostrato come essa sia soltanto un'illusione.

### Colore e luce

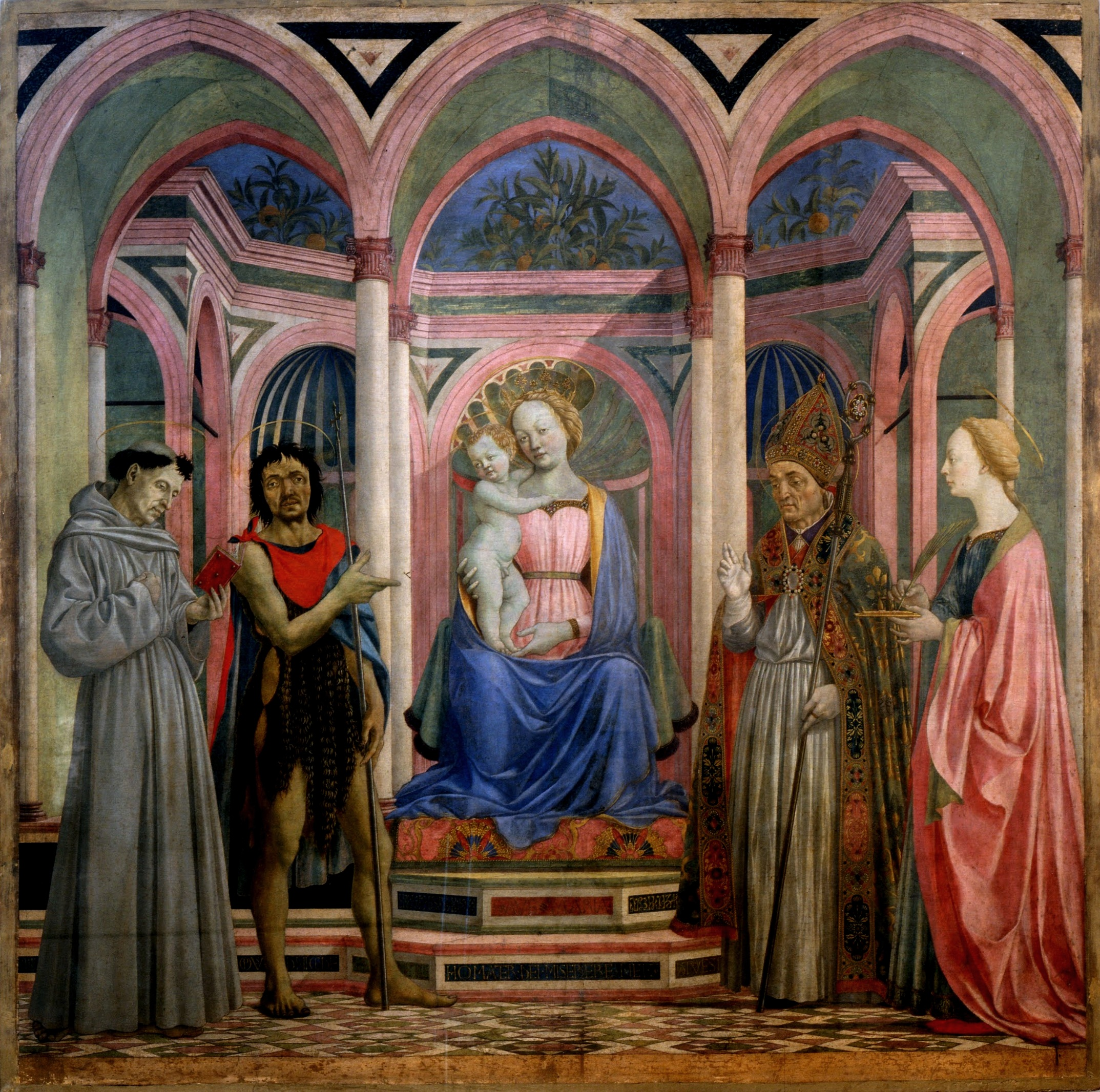
Domenico Veneziano, Pala di Santa Lucia de' Magnoli (1445 circa)

Nella pittura rinascimentale, una particolare importanza rivestì l'uso della luce e del colore. Un diverso grado di luminosità era, anche nell'arte medievale, uno dei metodi per indicare la posizione di un corpo o una superficie nello spazio. Ma se i pittori del XIV secolo coloravano con toni tanto più scuri quanto l'oggetto si trovava in lontananza, nel corso del XV secolo, sull'esempio dei miniatori francesi e dei pittori fiamminghi, tale principio venne ribaltato, grazie alla cosiddetta prospettiva aerea: in profondità il colore si schiariva e diventava più luminoso secondo i naturali effetti atmosferici.
Il colore tenne a lungo, ancora fino al XVI secolo, un ruolo spesso simbolico e funzionale, legato cioè al suo valore intrinseco: le figure in una scena religiosa andavano spesso realizzate, per contratto, con una certa quantità di rosso, di oro o di blu lapislazzuli, materiali costosissimi che avevano la funzione di offerta alla divinità.
A partire dal XV secolo comunque i teorici iniziarono sempre più spesso ad argomentare un uso più libero del colore. Tra il 1440 e il 1465 a Firenze prese piede un indirizzo artistico che venne poi definito "pittura di luce". I suoi esponenti (Domenico Veneziano, Andrea del Castagno, il tardo Beato Angelico, Paolo Uccello e Piero della Francesca), costruivano un'immagine basandosi sui valori cromatici e nella disputa tra chi attribuiva maggiore importanza al "disegnare" o al "colorare" presero posizione soprattutto per il secondo. Oltre ad usare luce e colore per definire i soggetti, essi iniziarono ad usare i "valori luminosi" di certi colori per illuminare il quadro.
Leon Battista Alberti nel De pictura (1435-1436) chiarì i termini della questione, specificando come il colore non fosse un valore intrinseco del soggetto, ma dipendesse innanzitutto dall'illuminazione. Distinse quattro colori originari, dai quali si sviluppavano tutti gli altri toni: rosso, celeste, verde e il "bigio" cioè il color cenere. Quest'ultimo colore prevalse nella prima metà del XV secolo come tono intermedio nei trapassi tra un colore e l'altro, per poi essere soppiantato, nella seconda metà, dai toni bruni, come nelle opere di Leonardo da Vinci, dove creavano il particolare effetto dello "sfumato" che rendeva i contorni indeterminati.
Sul finire del XV secolo l'esperienza dei colori variopinti può dirsi accantonata in favore di una prevalenza del chiaroscuro.

### Architettura

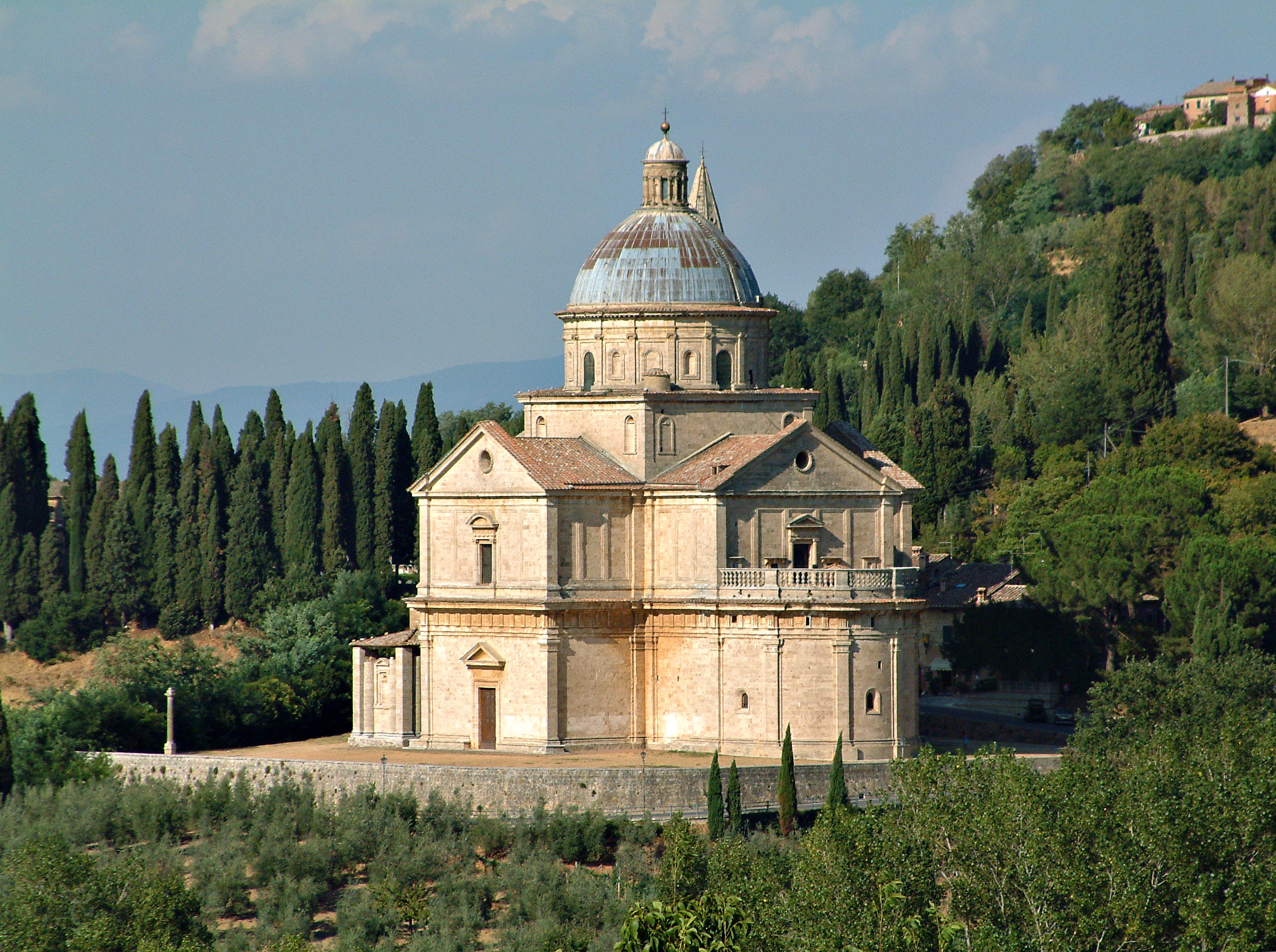
San Biagio, Montepulciano

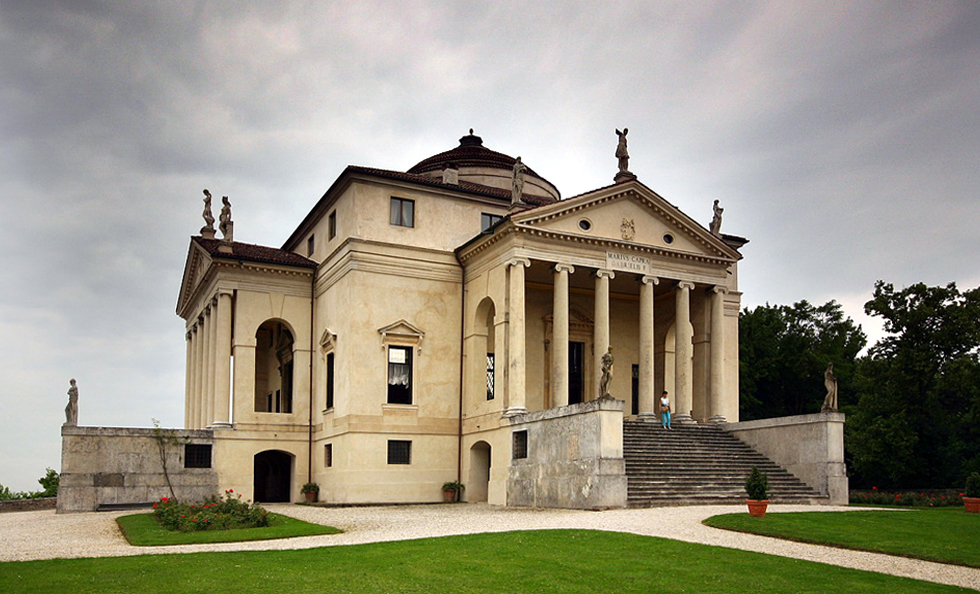
Villa Capra, Vicenza

L'architettura rinascimentale si sviluppò a Firenze dove, durante il periodo romanico, si era mantenuta una certa continuità con le forme chiare e regolari dell'architettura classica. Il punto di svolta, che segna il passaggio dall'architettura gotica e quella rinascimentale, coincide con la realizzazione della cupola del Duomo di Firenze, eseguita da Filippo Brunelleschi tra il 1420 e il 1436. Tuttavia, la prima opera pienamente rinascimentale è lo Spedale degli Innocenti costruito dal medesimo Brunelleschi a partire dal 1419. A questo fecero seguito le basiliche di San Lorenzo e Santo Spirito, la Sagrestia Vecchia e la Cappella dei Pazzi, opere nelle quali lo stile brunelleschiano diede origine a decorazioni in pietra serena applicate su impianti derivati dall'unione di forme geometriche elementari (quadrato e cerchio). L'arte del Brunelleschi fu d'ispirazione per diversi architetti del secolo, come Michelozzo, Filarete, Giuliano da Maiano e Giuliano da Sangallo; in particolare, quest'ultimo fissò i principi dell'arte fortificatoria detta fortificazione alla moderna, della quale è considerato il fondatore insieme col fratello Antonio da Sangallo il Vecchio e Francesco di Giorgio Martini.
Alcuni anni dopo l'esordio di Brunelleschi si registra l'attività di Leon Battista Alberti, che a Firenze eseguì il palazzo Rucellai e la facciata di Santa Maria Novella. L'Alberti, profondamente influenzato dall'architettura romana, lavorò anche a Rimini (Tempio Malatestiano) e Mantova (San Sebastiano e Sant'Andrea). Un suo allievo, Bernardo Rossellino, si occupò del riassetto della cittadina di Pienza, una delle prime trasformazioni architettoniche ed urbanistiche della storia del Rinascimento.
Il pieno Rinascimento invece fu essenzialmente romano, grazie all'opera di Bramante, Raffaello Sanzio e Michelangelo Buonarroti. Al primo si deve soprattutto il progetto per la ricostruzione della basilica di San Pietro in Vaticano, con una croce greca derivata dagli studi di Leonardo da Vinci sugli edifici a pianta centrale, ma che, a sua volta, condizionò Antonio da Sangallo il Vecchio nella concezione della chiesa di San Biagio a Montepulciano. Raffaello fu attivo nella costruzione di alcuni palazzi e nel progetto di Villa Madama. Michelangelo invece intervenne nel progetto della basilica vaticana apportando notevoli cambiamenti, realizzò la piazza del Campidoglio e ultimò il palazzo Farnese avviato da Antonio da Sangallo il Giovane.
Il Rinascimento del XVI secolo è chiuso da alcune opere di Andrea Palladio, che influenzarono notevolmente l'architettura europea (Palladianesimo e Neopalladianesimo): tra queste si ricordano la Basilica Palladiana, il palazzo Chiericati e la villa Capra (tra le prime costruzioni profane dell'era moderna ad avere come facciata un fronte di un tempio classico), a Vicenza, nonché la basilica di San Giorgio Maggiore e la chiesa del Redentore a Venezia.

## Diffusione nelle città e corti italiane

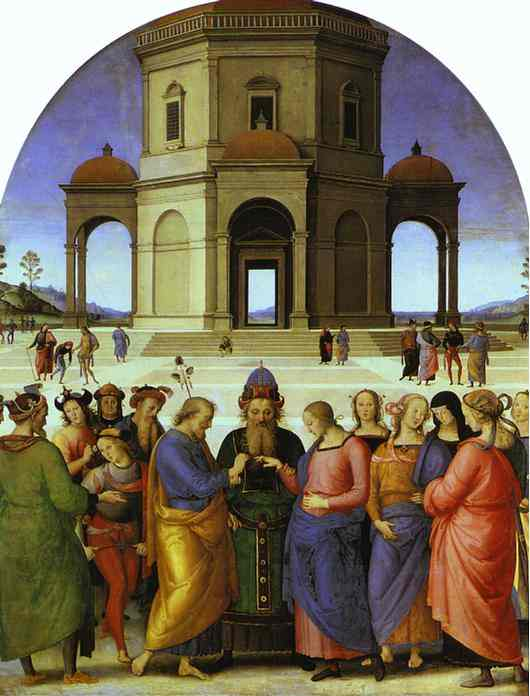
Perugino, Sposalizio della Vergine (1501-1504)

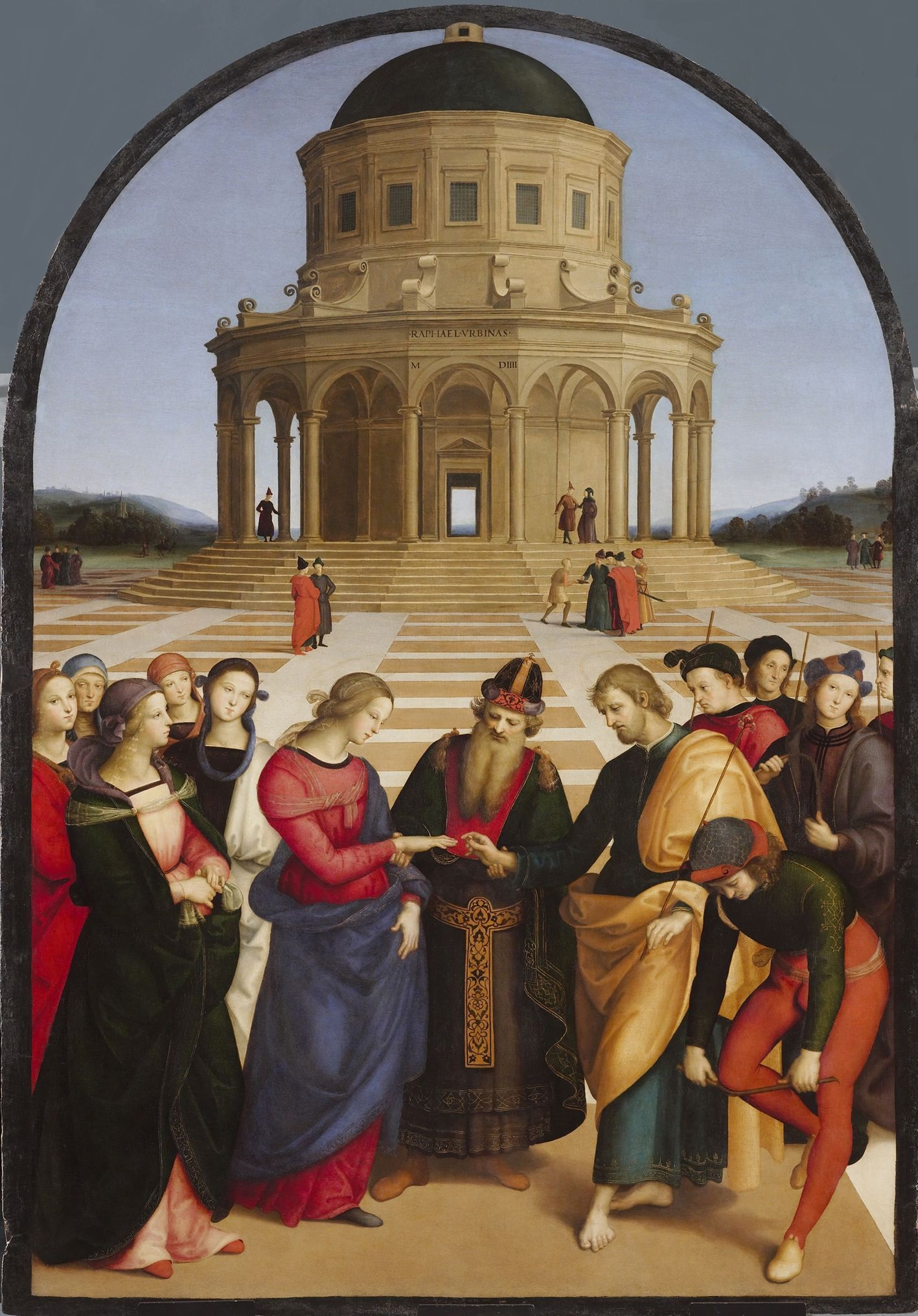
Raffaello, Sposalizio della Vergine (1501-1504)

Il Rinascimento nelle arti figurative nacque come una variante minoritaria nella Firenze degli anni dieci-venti, diffondendosi poi con più decisione (e con forme più ibride) nei decenni successivi. Tramite lo spostamento degli artisti locali si diffuse gradualmente nelle altre corti italiane, prima in maniera sporadica, occasionale e generalmente con un seguito limitato tra gli artisti locali, poi, a partire dalla metà del secolo, con un impatto più prorompente, soprattutto da quando altri centri, fecondati dal soggiorno di eminenti personalità, iniziarono ad essere a loro volta luoghi di irradiazione culturale. Tra questi nuovi fulcri di irradiazione della prima ora spiccarono, per intensità, originalità di contributi e raggio di influenza, Padova e Urbino.
Tra le caratteristiche più affascinanti del Rinascimento nel Quattrocento ci fu sicuramente la ricchezza di varianti e declinazioni che contraddistinsero la produzione artistica delle principali personalità e delle varie zone geografiche. A partire dagli strumenti messi in campo dai rinnovatori fiorentini (la prospettiva, lo studio dell'antico, ecc.) si arrivò a numerose articolazioni formali ed espressive, grazie all'apporto fondamentale di quei mediatori, che stemperarono le novità più rigorose in un linguaggio legato alle tradizioni locali e al gusto della committenza. Ad esempio si potevano innestare regole rinascimentali su una griglia gotica, oppure porre l'accento su una sola delle componenti del linguaggio rinascimentale in senso stretto. Un esempio di flessibilità è dato dall'uso della prospettiva, che da strumento per conoscere e indagare il reale, divenne talvolta un modo per costruire favolose invenzioni di fantasia.
Negli anni ottanta del Quattrocento il linguaggio rinascimentale era ormai divenuto un linguaggio comune delle corti, sinonimo di erudizione, raffinatezza e cultura. Fondamentale fu l'invio, da parte di Lorenzo il Magnifico, di grandi artisti come ambasciatori culturali di Firenze, i quali spazzarono via anche le ultime resistenze gotiche in zone come il Ducato di Milano e il Regno di Napoli. La decorazione della cappella Sistina, in quegli anni, fu il suggello della predominanza artistica fiorentina, ma altre scuole ormai registravano consensi fondamentali, quali Venezia e l'Umbria. Lo straordinario fermento culturale preparò, già alla fine del secolo, il terreno per i geni del rivoluzionario Rinascimento maturo, o "Maniera moderna": al crollo, già negli anni novanta, degli ideali, delle certezze e degli equilibri politici che erano stati alla base del pensiero umanistico, gli artisti risposero con modi più concitati, originali, stravaganti, capricciosi e frivoli, in cui l'ordinata prospettiva geometrica era ormai un dato di fatto, se non addirittura una zavorra da aggirare.
All'inizio del Cinquecento alcuni straordinari maestri seppero raccogliere le inquietudini della nuova epoca trasfigurandole in opere di grande respiro monumentale e altissimi valori formali: Leonardo da Vinci, Michelangelo, Raffaello e il duetto Giorgione-Tiziano, tutti veri maestri universali, rinnovarono il modo di rappresentare la figura umana, il movimento e il sentimento a un livello tale da segnare un punto di non-ritorno che divenne il modello imprescindibile di riferimento per tutta l'arte europea, spiazzando la maggior parte dei vecchi maestri allora attivi. Chi non seppe rinnovarsi fu allontanato dai grandi centri, accontentandosi forzatamente di un'attività nei meno esigenti centri di provincia. Eventi tragici come il Sacco del 1527 portano alla dispersione degli artisti, garantendo però una nuova fioritura periferica. Di lì a poco un nuovo stile, nato da un'interpretazione estrema della Maniera moderna, conquistò l'Italia e l'Europa: il manierismo. 

### Firenze

Cupola del Brunelleschi, cattedrale di Santa Maria del Fiore a Firenze

#### Quattrocento
Firenze, sin dall'epoca romanica, restò legata a forme di classicismo, che impedirono l'attecchire di un gusto pienamente gotico, come spopolava invece nella vicina Siena. All'inizio del XV secolo si possono immaginare due strade che si prospettavano agli artisti desiderosi di innovare: quella del gusto Gotico internazionale e quella del recupero più rigoroso della classicità. Queste due tendenze si notano convivere già nel cantiere della Porta della Mandorla (dal 1391), ma fu soprattutto con il concorso indetto nel 1401 per scegliere l'artista a cui affidare la realizzazione della Porta Nord del Battistero, che i due indirizzi si fecero più chiari, nelle formelle di prova realizzate da Lorenzo Ghiberti e Filippo Brunelleschi.
La prima fase del Rinascimento, che arrivò fino a circa gli anni trenta del XV secolo, fu un'epoca di grande sperimentazione, caratterizzata da un approccio tecnico e pratico dove le innovazioni e i nuovi traguardi non rimanevano isolati, ma venivano ripresi e sviluppati dai giovani artisti, in uno straordinario crescendo che non aveva pari in nessun altro paese europeo. Tre grandi maestri, Filippo Brunelleschi per l'architettura, Donatello per la scultura e Masaccio per la pittura, avviarono una radicale rilettura della tradizione precedente, attualizzandola con una rigorosa applicazione razionale di strumenti matematico-geometrici: prospettiva, studio delle proporzioni del corpo, recupero dei modi classici e un rinnovato interesse verso il reale, inteso sia come indagine psicologica che come rappresentazione della quotidianità.
L'ambiente fiorentino apprezzò in maniera non unanime le novità e per tutti gli anni venti ebbero largo successo artisti legati alla vecchia scuola come Lorenzo Monaco e Gentile da Fabriano. I primi seguaci di Masaccio, la cosiddetta "seconda generazione", furono Filippo Lippi, Beato Angelico, Domenico Veneziano, Paolo Uccello e Andrea del Castagno, che presto presero strade individuali nel campo artistico. Ciascuno di loro, con i rispettivi viaggi (il Veneto, Roma, l'Umbria, le Marche), esportò le novità rinascimentali e sebbene nessuno registrò immediatamente un vasto seguito, essi prepararono il terreno alla ricezione della successiva ondata di influenze fiorentina, quella sostanziale degli anni '50. Più successo, in termini di duratura influenza, ebbero Donatello a Padova (che influenzò soprattutto, per assurdo, la scuola pittorica locale) e Piero della Francesca (allievo di Domenico Veneziano) a Urbino. Accanto a questi grandi maestri operarono poi con successo una serie di figure di mediazione, artisti di grande valore che seppero smussare le punte più estreme del nuovo linguaggio, adattandole al contesto sociale in cui lavorano: nella prima ora, si registrarono Lorenzo Ghiberti in scultura, Masolino da Panicale in pittura, e Michelozzo in architettura.

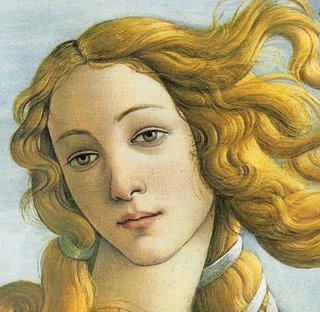
Botticelli, Nascita di Venere (1482–1485 circa), dettaglio

Teorico del Rinascimento fu Leon Battista Alberti, i cui trattati De pictura (1436), De re aedificatoria (1452) e De Statua (1464) furono fondamentali per la sistemazione e la diffusione delle idee rinascimentali. A lui risalgono idee come quella dell'armonizzazione di copia e varietas, intese come la profusione e la diversità dei soggetti.
Negli anni centrali del secolo si registrò una fase più intellettualistica delle precedenti conquiste. A Firenze dopo il ritorno di Cosimo de' Medici in città nel 1434, si instaurò di fatto una signoria. Se da una parte le commissioni pubbliche si ispiravano alla sobrietà e all'utilità, come il palazzo Medici e il convento di San Marco di Michelozzo, per le opere di destinazione privata si andava affermando un gusto intellettualistico nutrito da ideali neoplatonici: ne è un esempio il David di Donatello. Le arti figurative perdevano la loro iniziale carica ideale e rivoluzionaria per tingersi di nostalgie letterarie e interessi archeologici, cioè di rievocazione dell'antica intellettualistica e fine e sé stessa. Interpreti della misura tra idealizzazione, naturalismo e virtuosismo furono nella scultura Benedetto da Maiano e nella pittura Domenico Ghirlandaio.
Per gli artisti della cosiddetta "terza generazione" la prospettiva era ormai un dato acquisito e le ricerche si muovevano ormai verso altri stimoli, quali i problemi dinamici delle masse di figure o la tensione delle linee di contorno. Le figure plastiche e isolate, in un equilibrio perfetto con lo spazio misurabile e immobile, lasciavano ormai spazio a giochi continui di forme in movimento, con maggiore tensione e intensità espressiva. Il rapporto di Lorenzo il Magnifico con le arti fu diverso da quello del nonno Cosimo, che aveva privilegiato la realizzazione di opere pubbliche. Da un lato per "il Magnifico" l'arte ebbe un'altrettanto importante funzione pubblica, ma rivolta piuttosto agli Stati esteri, quale ambasciatrice del prestigio culturale di Firenze, presentata come una "novella Atene"; dall'altro lato Lorenzo, con il suo colto e raffinato mecenatismo, impostò un gusto per oggetti ricchi di significati filosofici, stabilendo spesso un confronto, intenso e quotidiano, con gli artisti della sua cerchia, visti quali sommi creatori di bellezza. Ciò determinò un linguaggio prezioso, estremamente sofisticato ed erudito, in cui i significati allegorici, mitologici, filosofici e letterari venivano legati in maniera complessa, pienamente leggibile solo dall'élite che ne possedeva le chiavi interpretative, tanto che alcuni significati delle opere più emblematiche oggi ci sfuggono. L'arte si distaccò dalla vita reale, pubblica e civile, focalizzandosi su ideali di evasione dall'esistenza quotidiana.

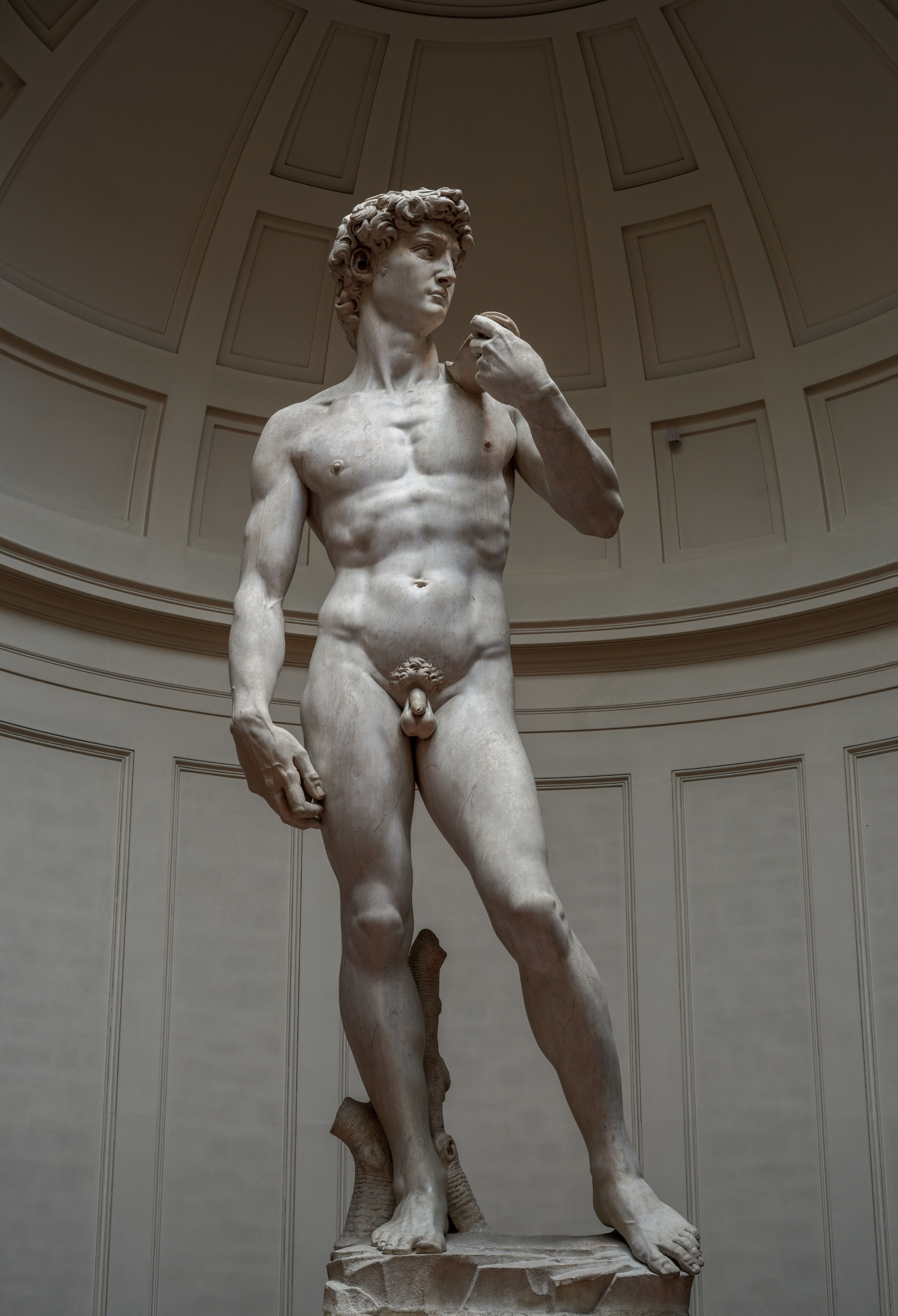
David di Michelangelo (1501-1504)

#### Cinquecento
Le inquietanti fratture aperte nella società dalla predicazione di Girolamo Savonarola portarono, nel 1493, alla cacciata dei Medici ed all'instaurazione di una repubblica teocratica. La condanna al rogo del frate non fece che acuire i contrasti interni e la crisi delle coscienze, come si rileva anche nei tormenti della produzione tarda di Sandro Botticelli o nelle opere di Filippino Lippi e Piero di Cosimo. Ma in quel periodo nuovi artisti si andarono guadagnando la ribalta delle scene, tra cui Leonardo da Vinci, che usava più delicati trapassi chiaroscurali (lo "sfumato") e legami più complessi e sciolti tra le figure, arrivando anche a rinnovare iconografie ormai consolidate riflettendo sulla reale portata degli eventi descritti, come l'Adorazione dei Magi.
Un altro giovane Michelangelo Buonarroti, studiò approfonditamente i fondatori dell'arte toscana (Giotto e Masaccio) e la statuaria antica, cercando di rivocarla come materia viva, non come fonte di repertorio. Già nelle sue prime prove appare straordinaria la sua capacità di trattare il marmo per raggiungere effetti ora di frenetico movimento (Battaglia dei centauri), ora di morbido illusionismo (Bacco). Sotto Pier Soderini, gonfaloniere a vita, la decorazione di palazzo Vecchio divenne un cantiere di inesauribile sintesi creativa, con Leonardo (tornato appositamente da Milano), Michelangelo, Fra Bartolomeo e altri. Nel frattempo un giovane Raffaello guadagna stima nella committenza locale. Sono gli anni di capolavori assoluti, quali la Gioconda, il David di Michelangelo e la Madonna del cardellino, che attraggono in città numerosi artisti desiderosi di aggiornarsi. Velocemente però i nuovi maestri lasciarono la città, chiamati da ambiziosi governanti che in essi vedevano la chiave per celebrare il proprio trionfo politico tramite l'arte: Leonardo tornò a Milano e poi andò in Francia, Michelangelo e Raffaello vennero assoldati da Giulio II a Roma.
Il ritorno dei Medici, nel 1512, fu sostanzialmente indolore. I nuovi artisti non potevano sfuggire dal confronto con le opere lasciate in città dai sommi maestri della generazione, precedente, traendone spunto e magari tentando una sintesi tra gli stili di Leonardo, Michelangelo e Raffaello. Fra Bartolomeo trovò forme nelle solenni e monumentali la propria via, Andrea del Sarto nella conciliazione degli estremi, mentre personalità più inquiete e tormentate, come Pontormo e Rosso Fiorentino, si lasciarono affascinare da un nuovo senso anticlassico del colore e del movimento, gettando le basi per il manierismo.

#### Toscana fuori Firenze

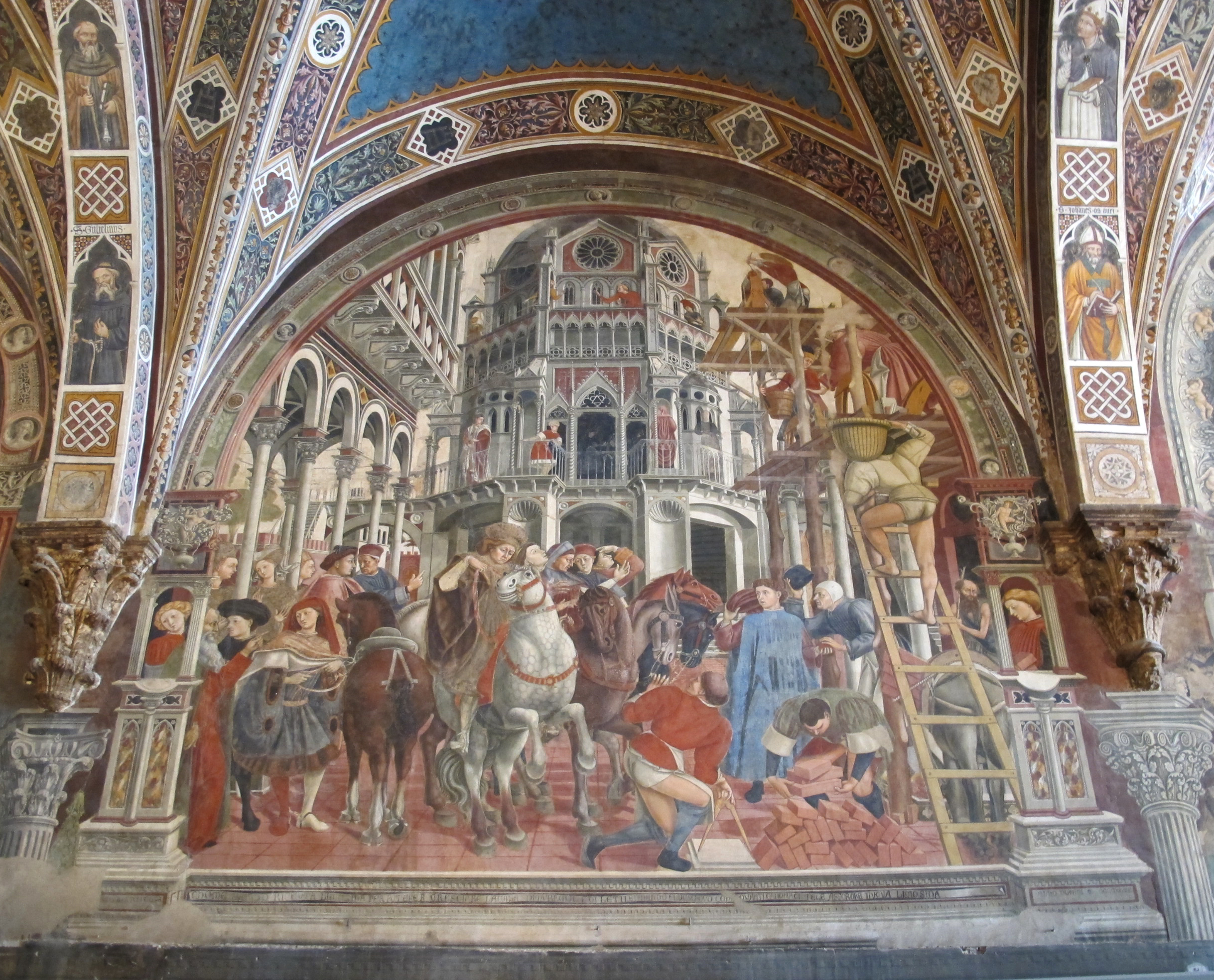
Domenico di Bartolo, Elemosina del vescovo (1442-1443), pellegrinaio di Santa Maria della Scala di Siena

Per ovvie ragioni, la Toscana al di fuori di Firenze fu interessata dal continui scambi col capoluogo, con gli artisti locali che andavano a formarsi nel centro principali e i committenti di provincia che si rivolgevano alle botteghe fiorentine per le loro opere. Fu così che a Pescia e a Pistoia si registrarono le prime architetture di matrice brunelleschiana fuori da Firenze, oppure che a Prato lavorò per un decennio Filippo Lippi compiendo una fondamentale svolta artistica, mentre Sansepolcro venne ravvivata dalla presenza di Piero della Francesca, attivo dopotutto anche a Firenze. L'unica città fondata ex novo di tutto il Rinascimento fu Pienza, realizzata da Bernardo Rossellino, su commissione di Pio II. Qua è là nella regione vennero portate avanti le riflessioni sugli edifici a pianta centrale. Vitalissima fu poi Cortona, terra di maestri quali Luca Signorelli e Bartolomeo della Gatta.
Un caso a parte fu Siena, erede di una stagione artistica di altissimo livello durante il Medioevo. Visitata precocemente da Donatello, già ai primi del Quattrocento Jacopo della Quercia vi sviluppò un'originale sintesi artistica che non può più essere definita "gotica", pur non rientrando nelle tradizionali caratteristiche del Rinascimento fiorentino. In pittura il confine fra gotico e Rinascimento scivolò sempre su una sottile linea, senza una frattura netta come a Firenze. Maestri come Giovanni di Paolo, il Sassetta, il Maestro dell'Osservanza si mossero sicuramente nell'ambito gotico, ma i loro risultati, con le figure eleganti e sintetiche, la luce chiarissima, la tavolozza tenue, furono sicuramente d'esempio per maestri rinascimentali come Beato Angelico e Piero della Francesca. Altri svilupparono una precoce adesione all'impostazione prospettica già negli anni trenta/quaranta del Quattrocento, come i frescanti del Pellegrinaio di Santa Maria della Scala, tra cui il polivalente Lorenzo Vecchietta.
Molti artisti senesi trovarono altrove la propria fortuna, come Agostino di Duccio, Francesco di Giorgio o Baldassarre Peruzzi.
Nel Cinquecento la città conobbe un notevole sviluppo sotto la signoria di Pandolfo Petrucci. Il principale cantiere artistico era ancora il Duomo, dove lavorarono anche Michelangelo, nel 1501, e Pinturicchio, nel 1502 affrescando la Libreria Piccolomini e usando, in parte, disegni del giovane Raffaello. Grande impegno veniva inoltre profuso nel completamento del pavimento istoriato. Importanti sviluppi si ebbero con l'arrivo in città del pittore piemontese Giovanni Antonio Bazzi, detto il Sodoma, che portò uno stile aggiornato alle novità leonardesche che aveva visto a Milano, ma fu soprattutto Domenico Beccafumi a creare uno stile sperimentale basato sugli effetti di luce, di colore e di espressività. Nel 1553, la città venne sanguinosamente espugnata da Cosimo I de' Medici, perdendo la sua secolare indipendenza e, praticamente, anche il suo ruolo di capitale artistica.

### Roma

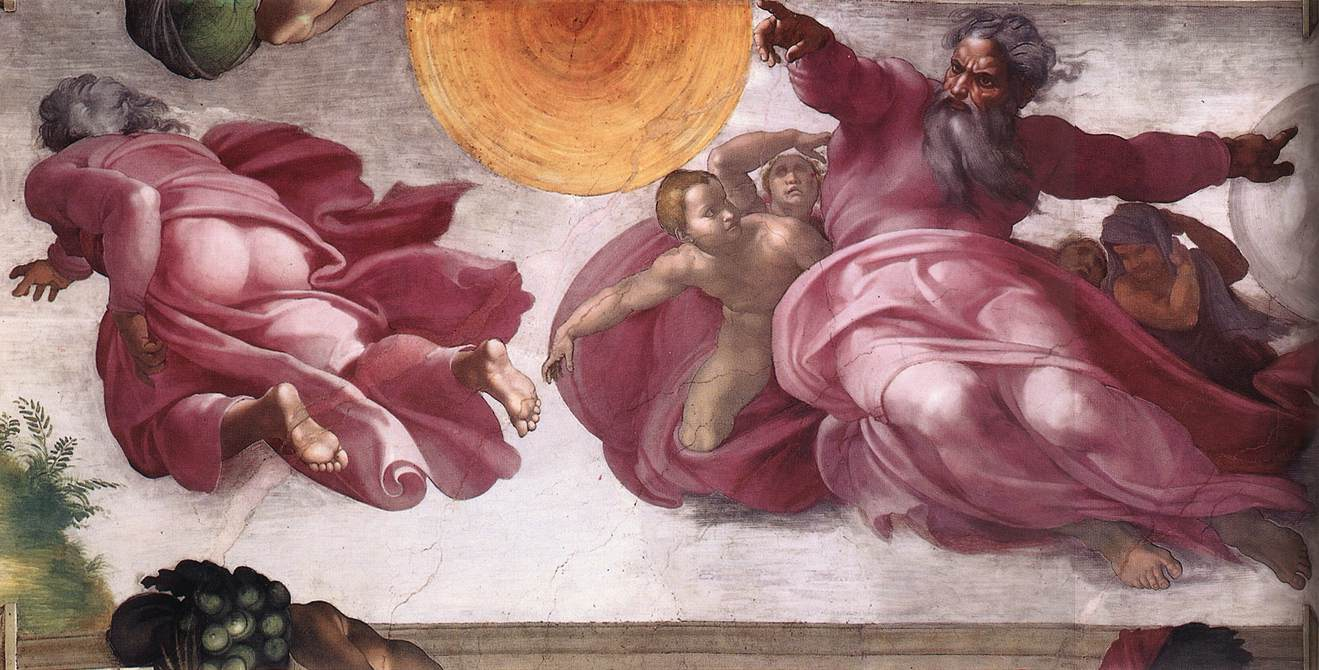
Michelangelo, Creazione degli astri e delle piante (1511-1512 circa), volta della Cappella Sistina.

Col rientro dei papi dalla cattività avignonese si rese subito evidente come a Roma, abbandonata per decenni al suo destino e priva di un moderno complesso monumentale degno ad accogliere il pontefice, fosse necessario un programma di sviluppo artistico e architettonico, in grado di ricollegarsi al passato imperiale della città e dare splendore, anche da un punto di vista politico, al soglio di Pietro.
Un tale ambizioso programma fu avviato da Martino V e proseguito con Eugenio IV e Niccolò V. Gli artisti affluivano quasi sempre dalle migliori fucine forestiere, soprattutto Firenze (Donatello, Masolino, Angelico, Filarete, Alberti). L'incomparabile retaggio antico della città forniva di per sé un motivo di attrazione per gli artisti, che spesso vi si recavano per arricchire la propria formazione (come Brunelleschi). Gradualmente la città, da passiva fonte di ispirazione con le sue rovine, divenne un luogo di incontro e fusione di esperienze artistiche diverse, che posero le premesse per un linguaggio figurativo che aspirava all'universalità.
Una svolta qualitativa si ebbe sotto Sisto IV, che promosse l'edificazione di una cappella palatina degna di rivaleggiare con quella avignonese. L'enorme Cappella Sistina venne decorata da un gruppo di artisti fiorentini inviati appositamente da Lorenzo il Magnifico, che crearono un ciclo che per vastità, ricchezza e ambizione non aveva precedenti. In queste opere si nota un certo gusto per la decorazione sfarzosa, con un ampio ricorso all'oro, che ebbe il suo trionfo nei successivi pontificati di Innocenzo VIII e Alessandro VI, dominati dalla figura di Pinturicchio.
Il Cinquecento si aprì con la prima di una serie di forti personalità al papato, Giulio II. Perfettamente conscio del legame tra arte e politica, volle al lavoro i migliori artisti attivi in Italia, che solo in lui potevano trovare quella commistione di grandiose risorse finanziarie e smisurata ambizione in grado di far partorire opere di estremo prestigio. Arrivarono così Michelangelo da Firenze e Bramante, Raffaello da Urbino e Leonardo da Vinci spesso in competizione l'uno con l'altro, crearono capolavori universali quali la volta della Cappella Sistina, gli affreschi delle Stanze Vaticane e la ricostruzione della basilica di San Pietro e la tomba di Giulio II.

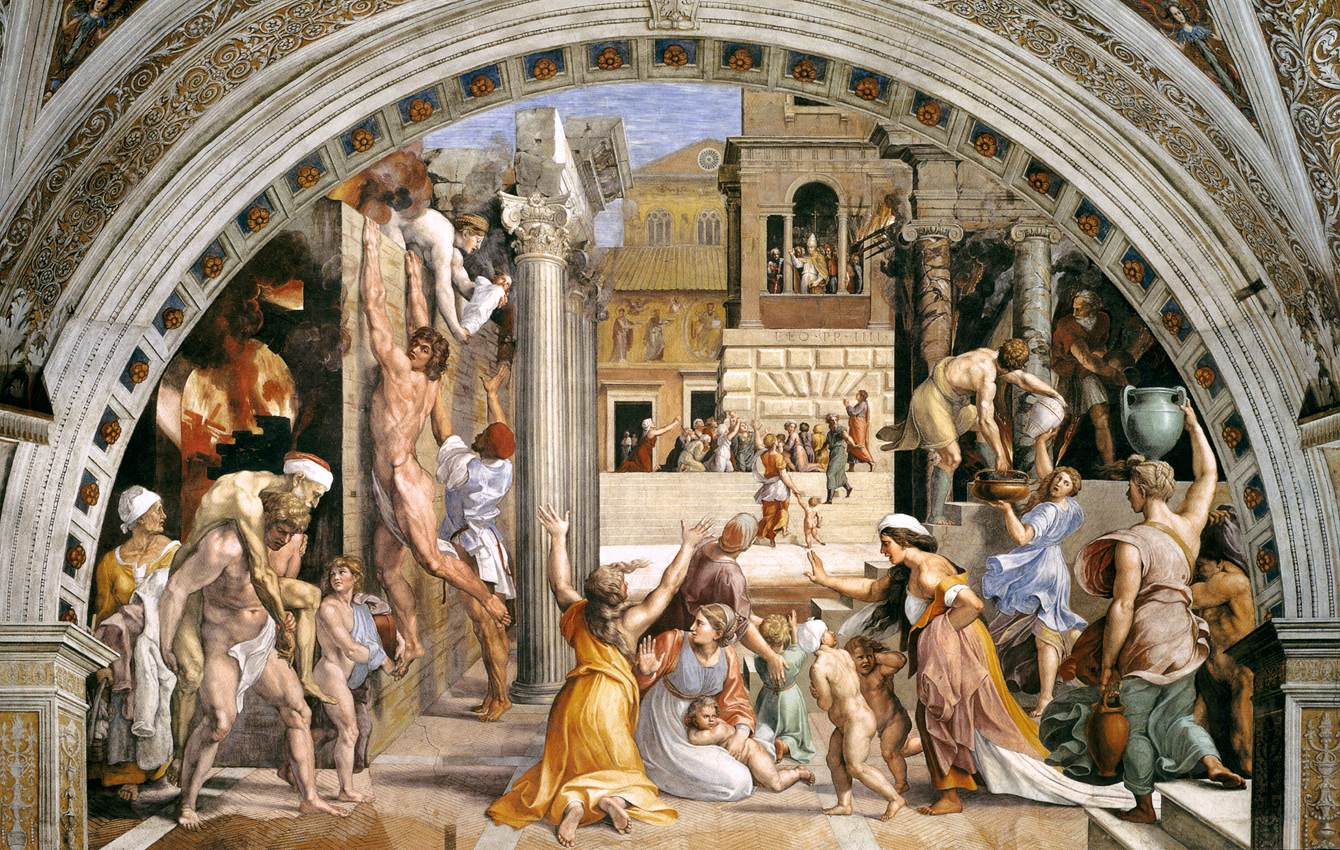
Raffaello e aiuti, Incendio di Borgo (1514).

I successori di Giulio continuarono la sua opera, avvalendosi ancora di Raffaello, di Michelangelo e di altri artisti, tra cui il veneziano Sebastiano del Piombo o il senese Baldassarre Peruzzi. Gradualmente l'arte si evolse verso una più raffinata rievocazione dell'antico, combinata da elementi mitologici e letterari, e verso una complessità sempre più marcata e monumentale, suggellata dagli ultimi lavori del Sanzio (come la Stanza dell'Incendio di Borgo) e da quelli della sua scuola, che proseguirono la sua opera oltre la sua morte. Tra i raffaelleschi si trova un primo artista romano di primo piano, Giulio Pippi, detto appunto Giulio Romano.
L'epoca di Clemente VII fu più che mai splendida, con la presenza in città di inquieti maestri come Cellini, Rosso Fiorentino, Parmigianino. Il disastroso sacco di Roma del 1527 mise drammaticamente fine a queste sperimentazioni, facendo fuggire gli artisti e dimostrando la vulnerabilità di un'istituzione considerata fino ad allora intoccabile come il papato. Sotto Paolo III le inquietudini e le incertezze nate dalla situazione contemporanea ebbero una straordinaria trasfigurazione nel Giudizio Universale di Michelangelo, dove prevale un senso di smarrimento, di caos, di instabilità e d'angosciosa incertezza, come davanti a una catastrofe immane e soverchiante, che provoca disagio ancora oggi e tanto più dovette provocarlo agli occhi scioccati dei contemporanei.

### Veneto

#### Quattrocento

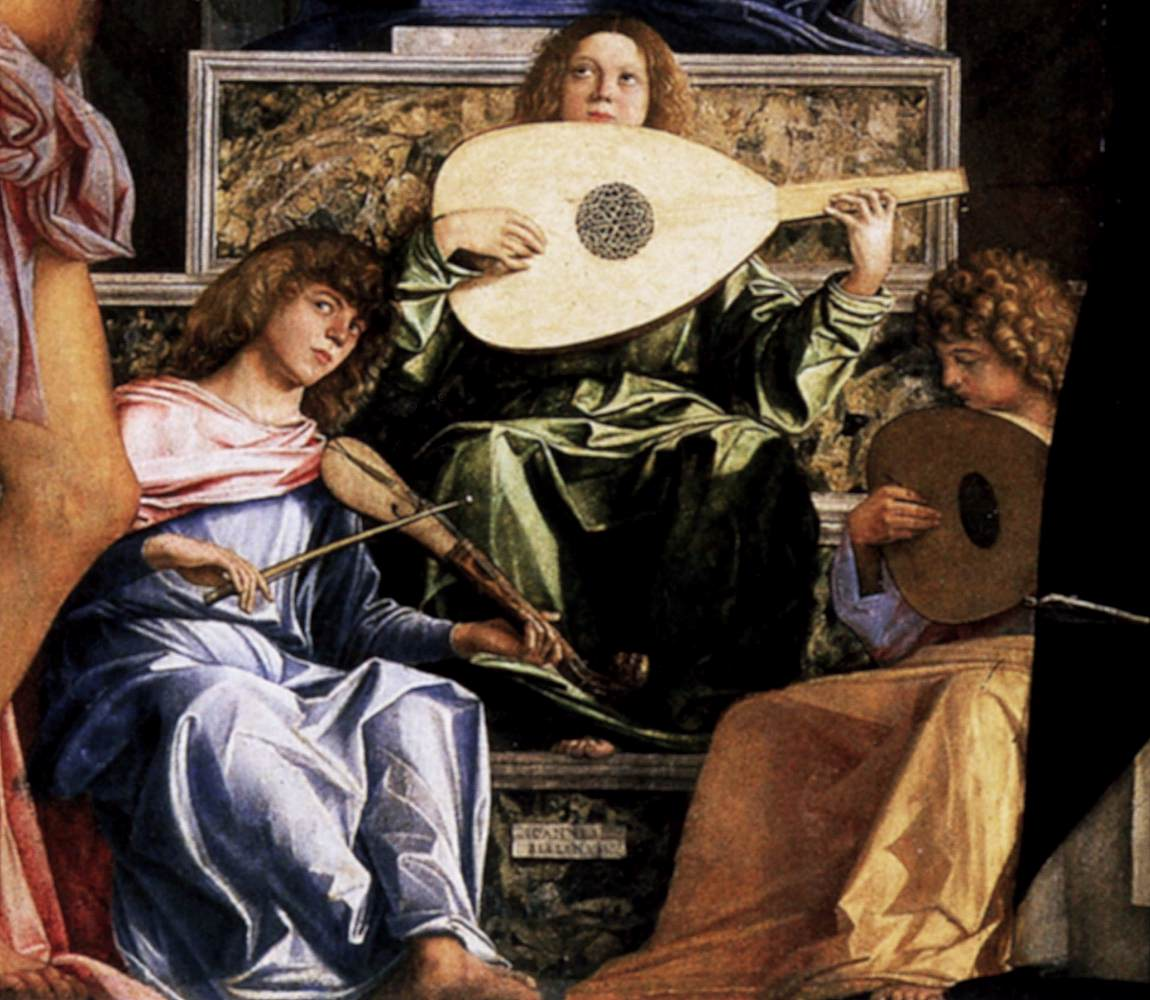
Giovanni Bellini, Pala di San Giobbe (1487 circa), dettaglio

Nella prima metà del Quattrocento diversi artisti fiorentini visitarono Venezia e Padova, senza tuttavia attecchire molto nelle scuole locali, legate soprattutto al retaggio bizantino. A partire dal 1443 Donatello si stabilì però a Padova, facendone in un certo senso la capitale del Rinascimento nell'Italia settentrionale, che con un effetto a catena si propagò velocemente in numerosi centri limitrofi. Città della prestigiosa Università e del culto di sant'Antonio da Padova, sviluppò un gusto "archeologico" per l'antichità, legato cioè a una rievocazione il più possibile filologica (in realtà più fantasiosa e idealizzata che reale), legata a tutti i tipi di fonti e reperti disponibili, soprattutto epigrammi. La cultura averroistica-aristotelica e il gusto per l'antiquariato romano-imperiale che fin dal Duecento, col soggiorno di Petrarca, era stato prediletto dai Da Carrara, creò un clima favorevole all'attecchire dell'arte rivoluzionaria di Donatello, esaltato da uomini di cultura come Ciriaco d'Ancona, Felice Feliciano e Giovanni Marcanova. Lo scultore fiorentino si distinse per il monumento Gattamelata e l'Altare del Santo, opere espressive e forti, scevre da orpelli decorativi e dalla retorica gotica.
A parte Bartolomeo Bellano, furono soprattutto i pittori a cogliere la lezione di Donatello, con la bottega di Francesco Squarcione che divenne la fucina di numerosi maestri della futura generazione, in maniera diretta o indiretta. Tra gli allievi diretti Marco Zoppo, Giorgio Schiavone e Carlo Crivelli, attivi poi soprattutto in area adriatica, Michael Pacher, primo artista "rinascimentale" in area tedesca, e Andrea Mantegna, che con gli affreschi agli Eremitani creò un modo nuovo di intendere la monumentalità del mondo romano. Ai modelli padovani si rifecero poi indirettamente artisti veneziani (i Vivarini e Giovanni Bellini), ferraresi (Cosmè Tura), lombardi (Vincenzo Foppa), dalmati (Giorgio di Matteo).
Nel frattempo a Venezia si registravano lenti passi verso le novità rinascimentali, come con l'adozione della prospettiva da parte di Jacopo Bellini. Suo figlio Giovanni, dopo essere stato influenzato da Mantegna (suo cognato), avviò quella rivoluzione del colore che divenne poi l'elemento più riconoscibile della scuola veneziana. Ispirato dal passaggio di Antonello da Messina in Laguna (1475-1476), avviò ad usare una luce dorata che creasse quell'impalpabile senso dell'atmosfera, dell'aria che circola, procedendo dalle figure al paesaggio dello sfondo, ora trattato con sublime finezza grazie all'adozione della prospettiva aerea inventata dai primitivi fiamminghi e da Leonardo. All'ombra di Bellini lavorarono suo fratello Gentile e Vittore Carpaccio, protagonisti della prima stagione dei "teleri" cioè le grandi decorazioni pittoriche su tela delle sedi delle confraternite locali.
Architettura e scultura si avvalevano soprattutto dell'iniziativa portata avanti dai grandi cantieri di San Marco e di palazzo Ducale, con artisti soprattutto lombardi. Mauro Codussi, conoscitore dei modi fiorentini, portò per primo lo studio della geometria nella razionalizzazione degli edifici.

#### Cinquecento

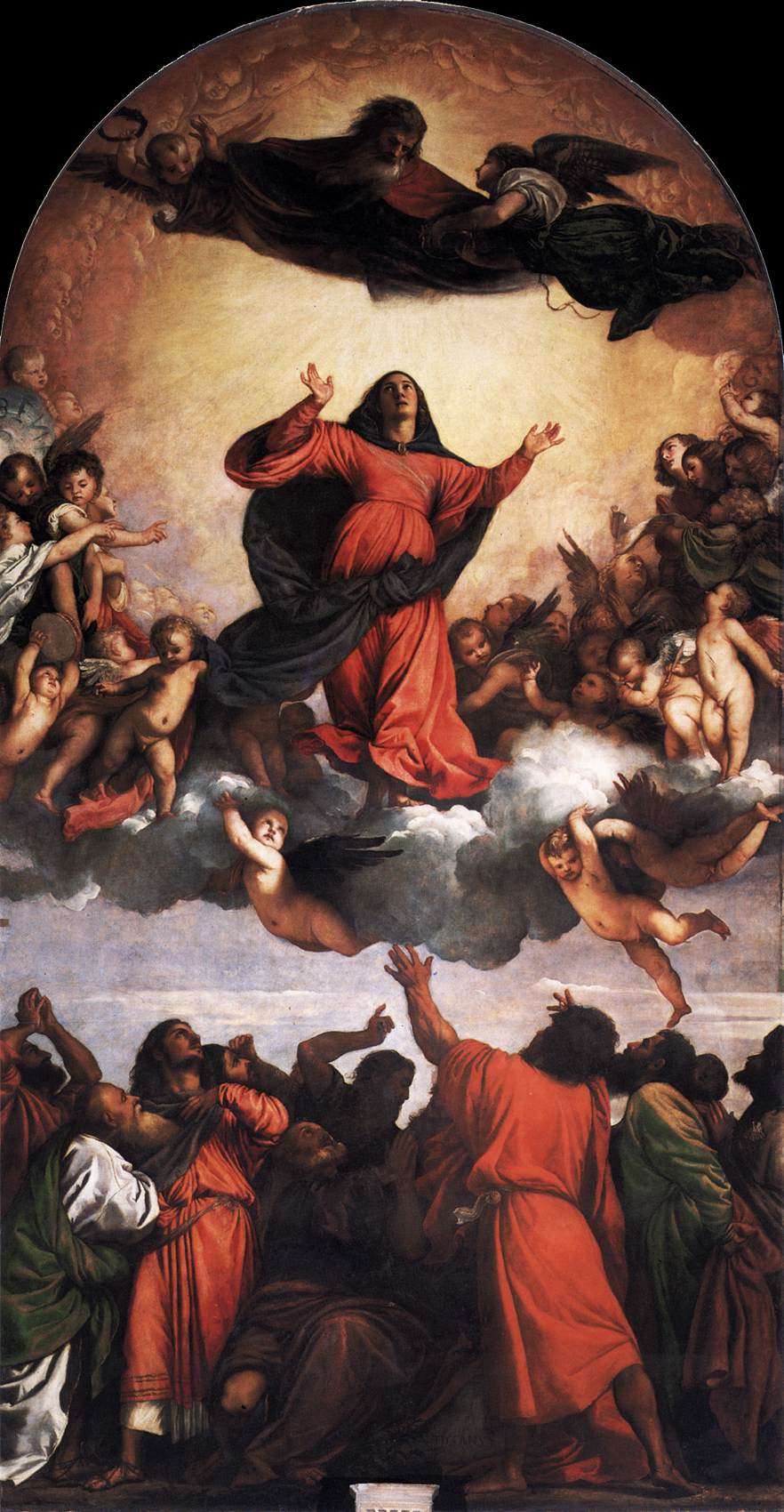
Tiziano, Assunta (1516-1518)

Fu soprattutto nel secolo successivo, con Jacopo Sansovino, che la città si dotò di un nuovo volto rinascimentale, creando un avveniristico (per l'epoca) progetto urbanistico nella riqualificazione di piazza San Marco.
Il nuovo secolo si era aperto col soggiorno di Leonardo da Vinci e di Albrecht Dürer, apportatori di novità che colpirono molto l'ambiente artistico veneziano. Da Leonardo Giorgione sviluppò un modo di colorire che non delimita puntualmente i contorni tra figure e sfondo, prediligendo il risalto dei campi di colore e un'intonazione pacata e malinconica per le sue opere. Si tratta della rivoluzione del tonalismo, alla quale aderì anche il giovane Tiziano, salvo poi distaccarsene favorendo immagini più immediate e dinamiche, con colori più netti, dai risvolti quasi espressionistici. Anche il giovane Sebastiano del Piombo si avvalse dell'esempio di Giorgione, dando un taglio più moderno alle sue opere, come la Pala di San Giovanni Crisostomo dall'impianto asimmetrico. Un altro giovane promettente fu Lorenzo Lotto, che si ispirò soprattutto a Dürer nell'uso più spregiudicato del colore e della composizione. La partenza di Sebastiano e del Lotto lasciò a Tiziano una sorta di monopolio nelle commissioni artistiche veneziane, soddisfacendo pienamente i committenti con opere capaci di gareggiare, a distanza, con le migliori realizzazioni del Rinascimento romano, quali l'Assunta per la basilica dei Frari. Quest'opera, col suo stile grandioso e monumentale, fatto di gesti eloquenti di un uso del colore che trasmette un'energia senza precedenti, lasciò in un primo momento tutta la città stupefatta, aprendo poi le porte all'artista delle più prestigiosi commissioni europee.
Per decenni nessun artista fu in grado di gareggiare con Tiziano sulla scena veneziana, mentre nell'entroterra si svilupparono alcune scuole che avrebbero in seguito condotto a nuovi importanti sviluppi, come la scuola bergamasca e bresciana, che fuse elementi veneti col tradizionale realismo quotidiano lombardo, da cui sarebbe nato il genio rivoluzionario di Caravaggio.
Nella seconda metà del secolo i migliori artisti svilupparono spunti tizianeschi, ora amplificando una tecnica ruvida e dalla pennellata espressiva (Tintoretto), ora ingrandendo la monumentalità delle figure in composizioni di ampio respiro (Paolo Veronese). Sul finire del secolo l'attività di architetto di Andrea Palladio concluse idealmente la stagione del classicismo, arrivando a capolavori di assoluta perfezione formale che furono modelli di imprescindibile prestigio soprattutto all'estero, col palladianesimo.

#### Adriatico
Nel Quattrocento, le Marche fecero parte di un fenomeno artistico diffuso lungo la costa adriatica, tra Dalmazia, Venezia e Marche, detto "Rinascimento adriatico".
In esso la riscoperta dell'arte classica, filtrata soprattutto attraverso la scultura, è accompagnata da una continuità formale con l'arte gotica: l'apparato decorativo è gotico, mentre la sostanza delle opere è pienamente rinascimentale.
Esponenti principali ne furono Giorgio da Sebenico, scultore, architetto ed urbanista, e Nicola di Maestro Antonio d'Ancona, pittore. All'interno del Rinascimento adriatico si può comprendere anche la figura di Carlo Crivelli. Per ciò che riguarda la pittura, questa corrente prende le mosse dal rinascimento padovano.

### Marche

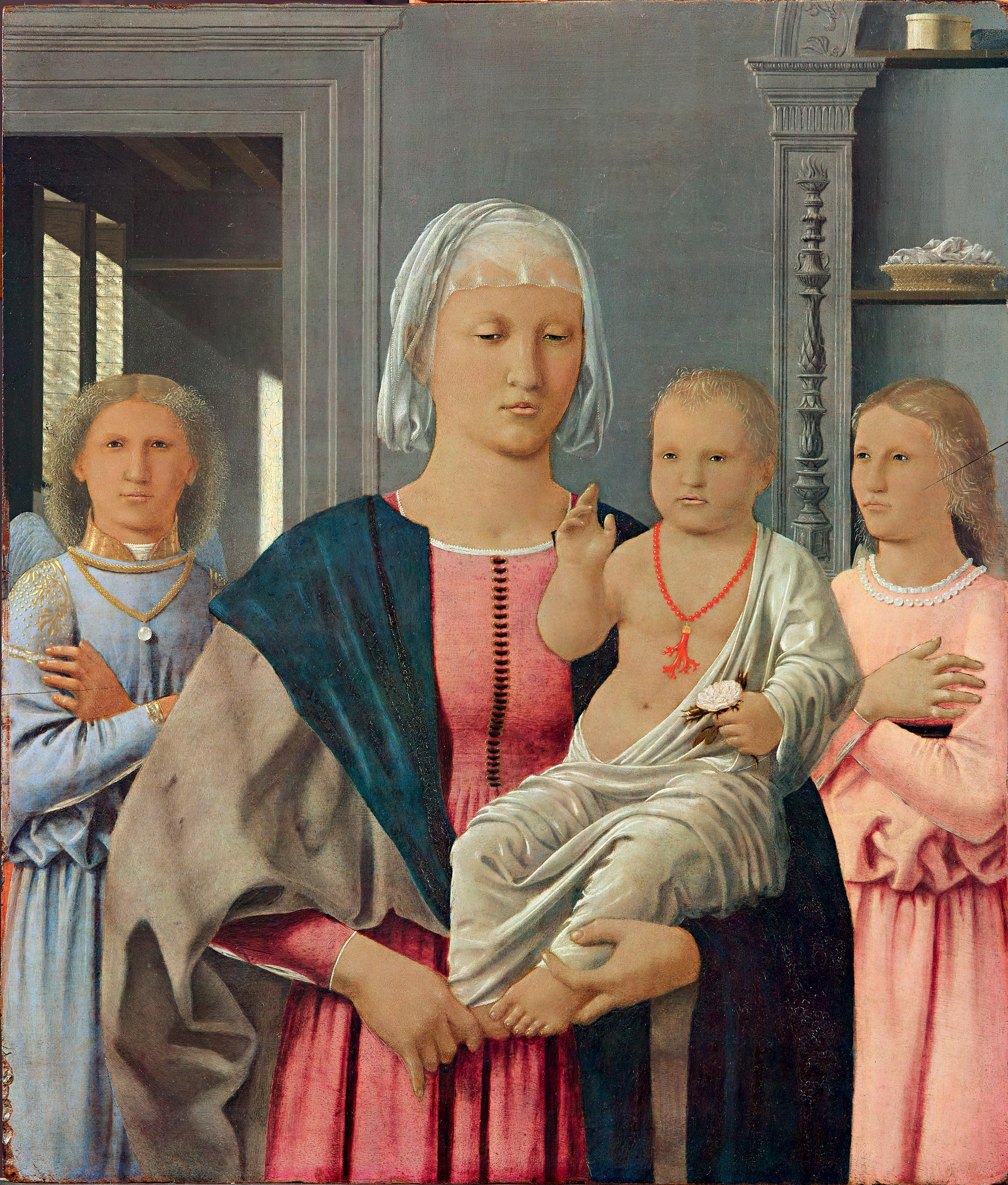
Piero della Francesca, Madonna di Senigallia (1470-1485)

Quando si parla del Rinascimento nelle Marche è inevitabile pensare immediatamente alla città di Urbino e al suo ducato, culla di un fenomeno artistico che produsse capolavori assoluti nella pittura e nell'architettura e luogo di nascita di due tra i massimi interpreti rinascimentali dell'arte italiana: Raffaello e Bramante.
Ciò non deve però far scordare altri centri ed altri artisti che diedero un importante contributo al Rinascimento italiano. Si pensi ad esempio anche al santuario di Loreto, il cui lungo cantiere attrasse per decenni scultori, architetti e pittori quali Bramante, Andrea Sansovino, Melozzo da Forlì e Luca Signorelli. Inoltre, i pittori veneti Carlo e Vittore Crivelli, Lorenzo Lotto e Claudio Ridolfi trovarono nelle Marche una nuova patria, dove esprimere al meglio la loro visione del mondo.
Si deve inoltre ricordare che la Cittadella di Ancona e le rocche del Montefeltro sono tra le più importanti opere di architettura militare del Rinascimento, dovute rispettivamente ad Antonio da Sangallo il giovane e a Francesco di Giorgio Martini.
Ad Ancona operò il grande architetto e scultore dalmata Giorgio da Sebenico, meglio noto come Giorgio da Sebenico, esponente della corrente detta Rinascimento adriatico. Nella città dorica realizzò il palazzo Benincasa e le facciate della loggia dei Mercanti, della chiesa di San Francesco alle Scale e della chiesa di Sant'Agostino, ricche di sue sculture.
La meritata fama del Ducato di Urbino non deve infine far scordare che anche i duchi di Camerino promossero le arti; la città di Camerino ospitò anzi un'importante scuola di pittura del Quattrocento.

#### Urbino

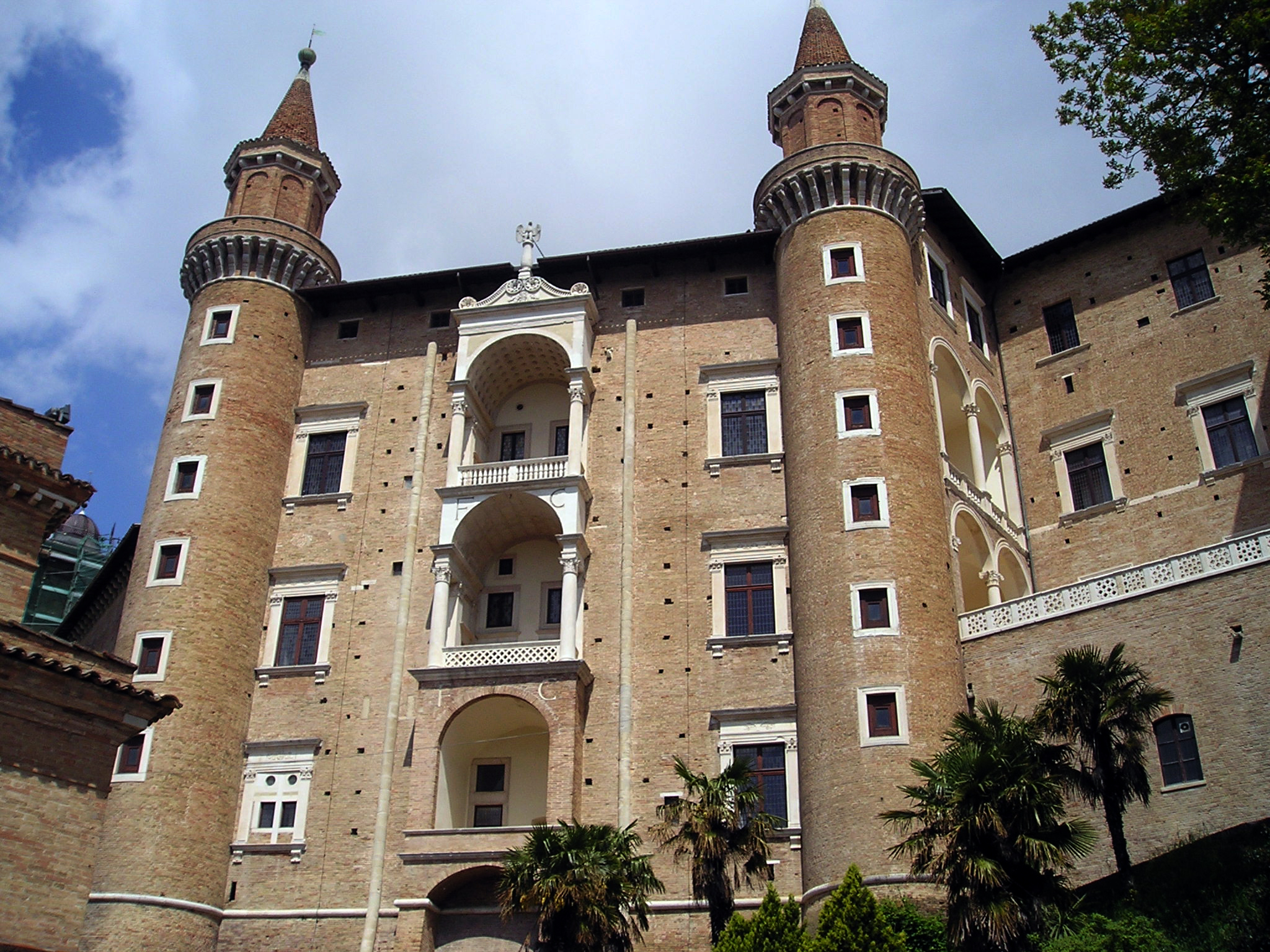
Il palazzo Ducale di Urbino

Alla corte di Federico da Montefeltro a Urbino si sviluppò una prima alternativa al Rinascimento fiorentino, legata soprattutto allo studio della matematica e della geometria. La presenza in città di Leon Battista Alberti, Luciano Laurana, Francesco di Giorgio Martini, Piero della Francesca e Luca Pacioli, coinvolti nello straordinario progetto del palazzo Ducale, sviluppò una predilezione per le forme nitide e di impeccabile perfezione formale, che furono un importante esempio per numerose altre scuole. Qui Federico chiamò anche artisti stranieri (Pedro Berruguete e Giusto di Gand) e fece sviluppare l'arte della tarsia indipendentemente dalla pittura, legandola alla rappresentazione virtuosistica di nature morte a trompe l'oeil e paesaggi prospettici.
Raffaello nella sua città natale apprese l'amore per la purezza pierfrancescana e per le finezze ottiche del maestro delle Città ideali. Tra gli artisti locali, fiorirono anche Fra Carnevale, Bartolomeo della Gatta e Giovanni Santi, padre di Raffaello. Alla scuola degli architetti di palazzo si formò Donato Bramante, capace di sorprendere Milano e Roma con le sue geniali intuizioni.
Alla corte del figlio di Federico, Guidobaldo, lavorò Raffaello. Nel Cinquecento i Della Rovere continuarono la tradizione dei Montefeltro e tennero una corte rinomata in Italia, celebrata come una delle più feconde da Baldassarre Castiglione e per la quale lavorò Tiziano. Francesco Maria I Della Rovere preferì Pesaro a Urbino e vi fece ristrutturare il palazzo Ducale e costruire la villa Imperiale, usando artisti come Girolamo Genga, Dosso e Battista Dossi, Raffaellino del Colle, Francesco Menzocchi e Agnolo Bronzino.
Da ricordare inoltre è la straordinaria fioritura della maiolica tra Urbino, Pesaro e Casteldurante.

### Lombardia

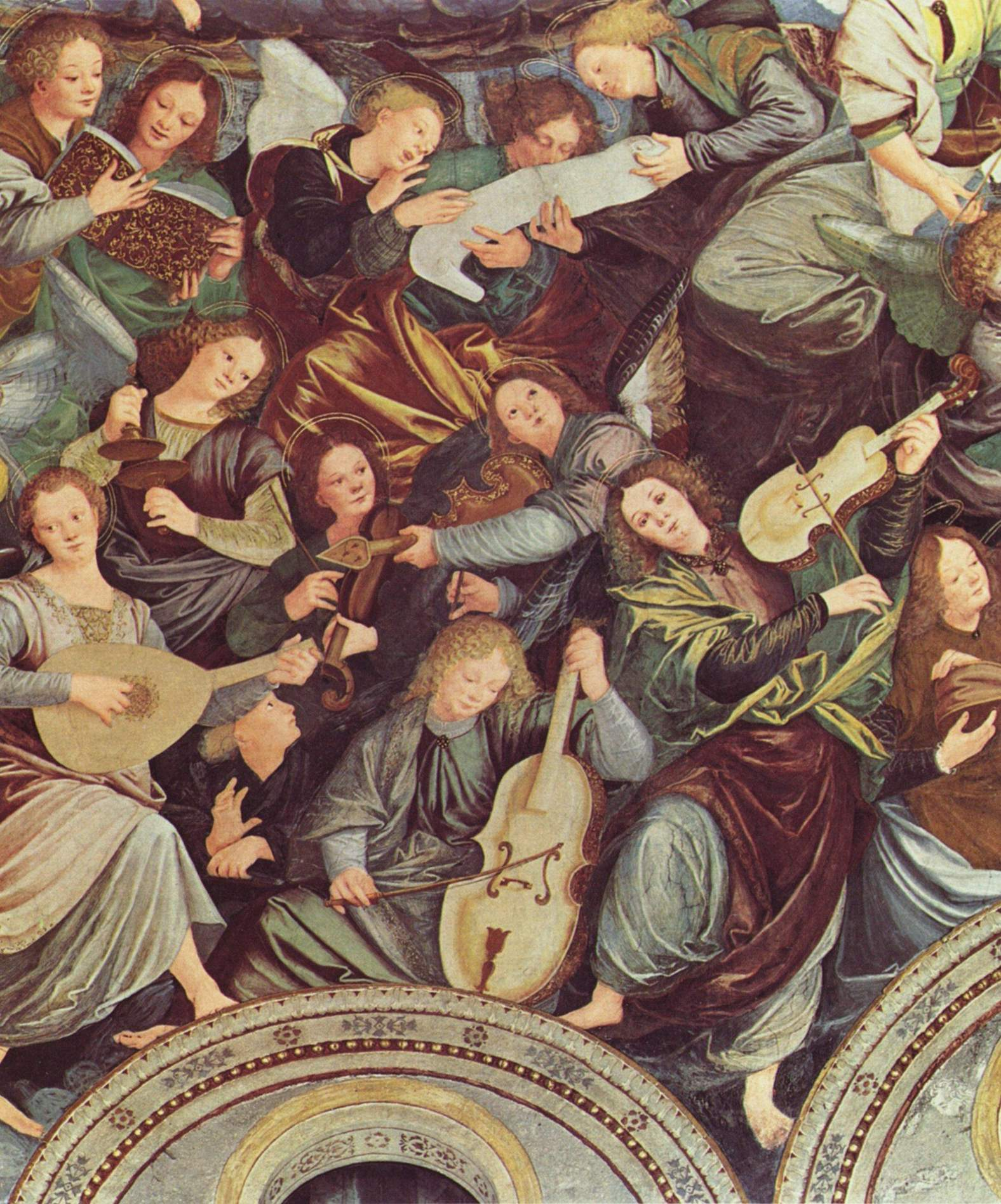
Gaudenzio Ferrari, Concerto degli Angeli, affresco (1534-1536), santuario della Madonna dei Miracoli, Saronno

Con la chiamata di Leon Battista Alberti e di Andrea Mantegna alla corte di Ludovico Gonzaga, Mantova cambiò volto. L'Alberti applicò ad alcuni edifici sacri il linguaggio romano imperiale, come nella chiesa di San Sebastiano e nella basilica di Sant'Andrea. Contemporaneamente con la decorazione della Camera Picta nel Castello di San Giorgio, Andrea Mantegna diresse i suoi studi verso una prospettiva dagli esiti illusionistici. Al tempo di Isabella d'Este la corte mantovana fu una delle più raffinate in Italia, dove Mantegna ricreava i fasti dell'impero romano (i Trionfi di Cesare) e la marchesa collezionava opere di Leonardo da Vinci, Michelangelo, Perugino, Tiziano, Lorenzo Costa e Correggio. L'amore per le arti venne pienamente trasmesso al figlio Federico, che nel 1524 impresse una svolta "moderna" all'arte di corte con l'arrivo di Giulio Romano, allievo di Raffaello, che creò palazzo Te affrescandovi la celebre Sala dei Giganti.

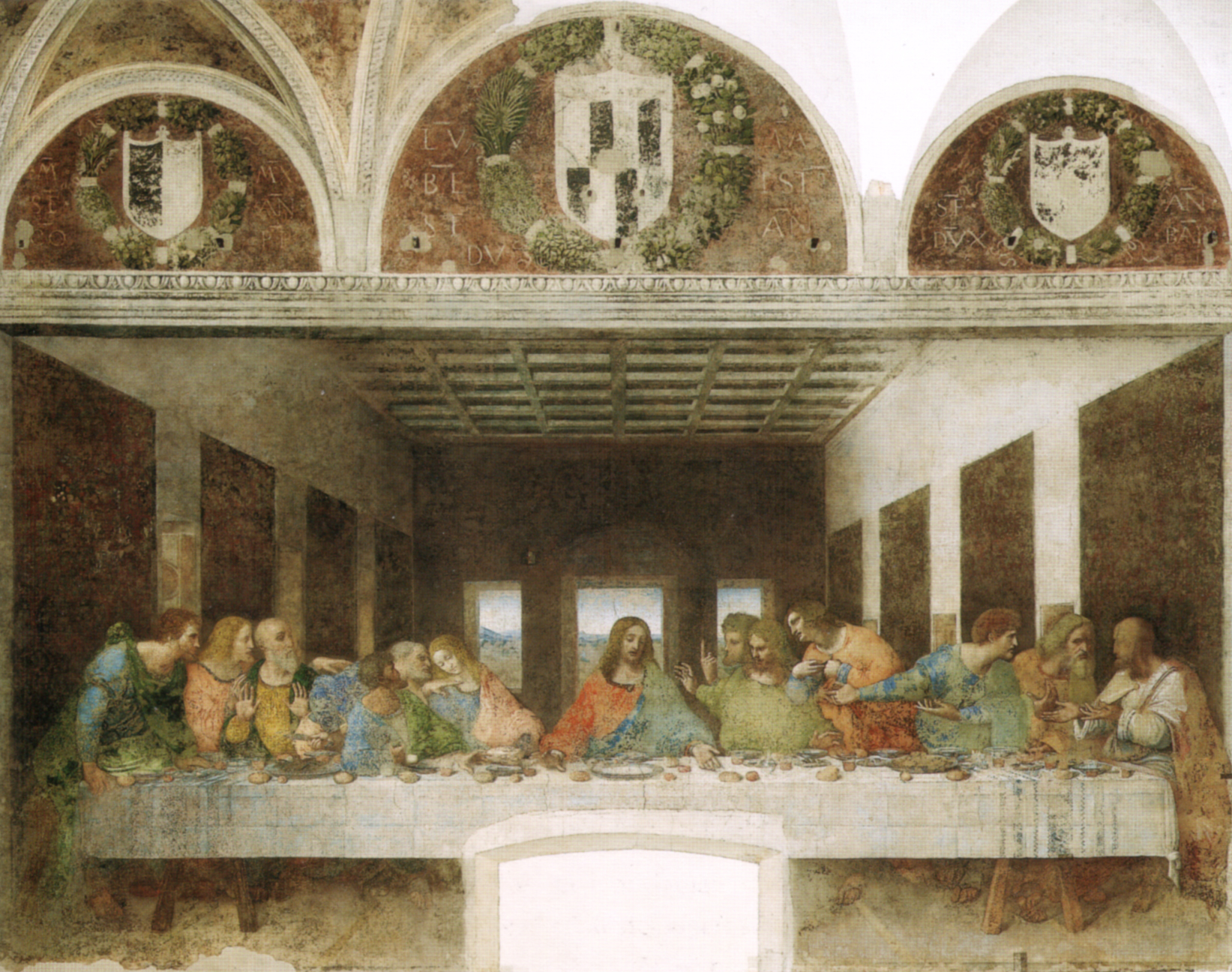
Leonardo, Ultima Cena (1494-1497)

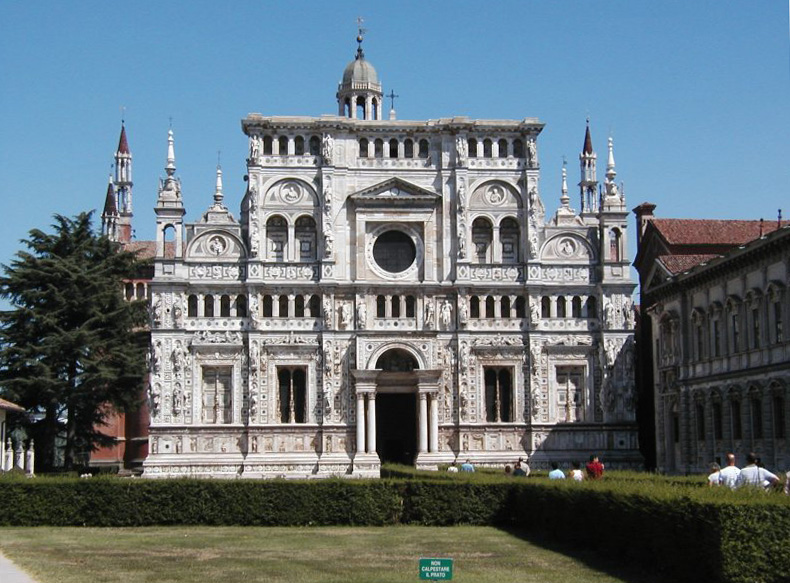
La Certosa di Pavia

Milano invece fu interessata dalla cultura rinascimentale solo dall'epoca di Francesco Sforza, in cui l'arrivo di Filarete e la costruzione e decorazione della cappella Portinari portò le novità fiorentine aggiornate alla cultura locale, amante dello sfarzo e della decorazione. Numerose furono le imprese avviate in quegli anni, dal Duomo di Milano alla Certosa di Pavia, il Duomo di Pavia (di cui si conserva anche il modello ligneo del 1497) dalla piazza di Vigevano al castello di Pavia. Fu però soprattutto con la generazione successiva che la presenza di Bramante e Leonardo da Vinci impresse alla corte di Ludovico il Moro una decisa svolta in senso rinascimentale. Il primo ricostruì, tra l'altro, la chiesa di Santa Maria presso San Satiro (1479-1482 circa), dove emergeva già il problema dello spazio centralizzato. L'armonia dell'insieme era messa a rischio dall'insufficiente ampiezza del capocroce che, nell'impossibilità di estenderlo, venne "allungato" illusionisticamente, costruendo una finta fuga prospettica in stucco in uno spazio profondo meno di un metro, con tanto di volta cassettonata illusoria.
Leonardo invece, dopo aver faticato a entrare nei favori del duca, fu a lungo impegnato nella realizzazione di un colosso equestre, che non vide mai la luce. Nel 1494 Ludovico il Moro gli assegnò la decorazione di una delle pareti minori del refettorio di Santa Maria delle Grazie, dove Leonardo realizzò l'Ultima Cena, entro il 1498. L'artista indagò il significato più profondo dell'episodio evangelico, studiando le reazioni e i "moti dell'animo" all'annuncio di Cristo del tradimento da parte di uno degli apostoli, con le emozioni che si diffondono violentemente tra gli apostoli, da un capo all'altro della scena, travolgendo il tradizionale allineamenti simmetrico delle figure e raggruppandole a tre a tre, con Cristo isolato al centro (una solitudine sia fisica che psicologica), grazie anche all'incorniciatura della scatola prospettica. Spazio reale e spazio dipinto appaiono infatti legati illusionisticamente, grazie anche all'uso di una luce analoga a quella reale della stanza, coinvolgendo straordinariamente lo spettatore, con un procedimento analogo a quanto sperimentava in quegli anni Bramante in architettura.
La tumultuosa scena politica, con la cacciata degli Sforza e la dominazione prima francese e poi spagnola, non scoraggiò gli artisti, che anzi tornarono a più riprese a Milano, compreso Leonardo. Il Cinquecento fu dominato in pittura dalla scuola dei leonardeschi, da cui si distaccarono alcune personalità come Gaudenzio Ferrari e i bresciani Romanino, Moretto e Savoldo, seguiti qualche decennio dopo da Giovan Battista Moroni. La seconda metà del secolo fu dominata dalla figura di Carlo Borromeo, che promosse un'eloquente arte controriformata, trovando come interprete principale Pellegrino Tibaldi.

### Emilia

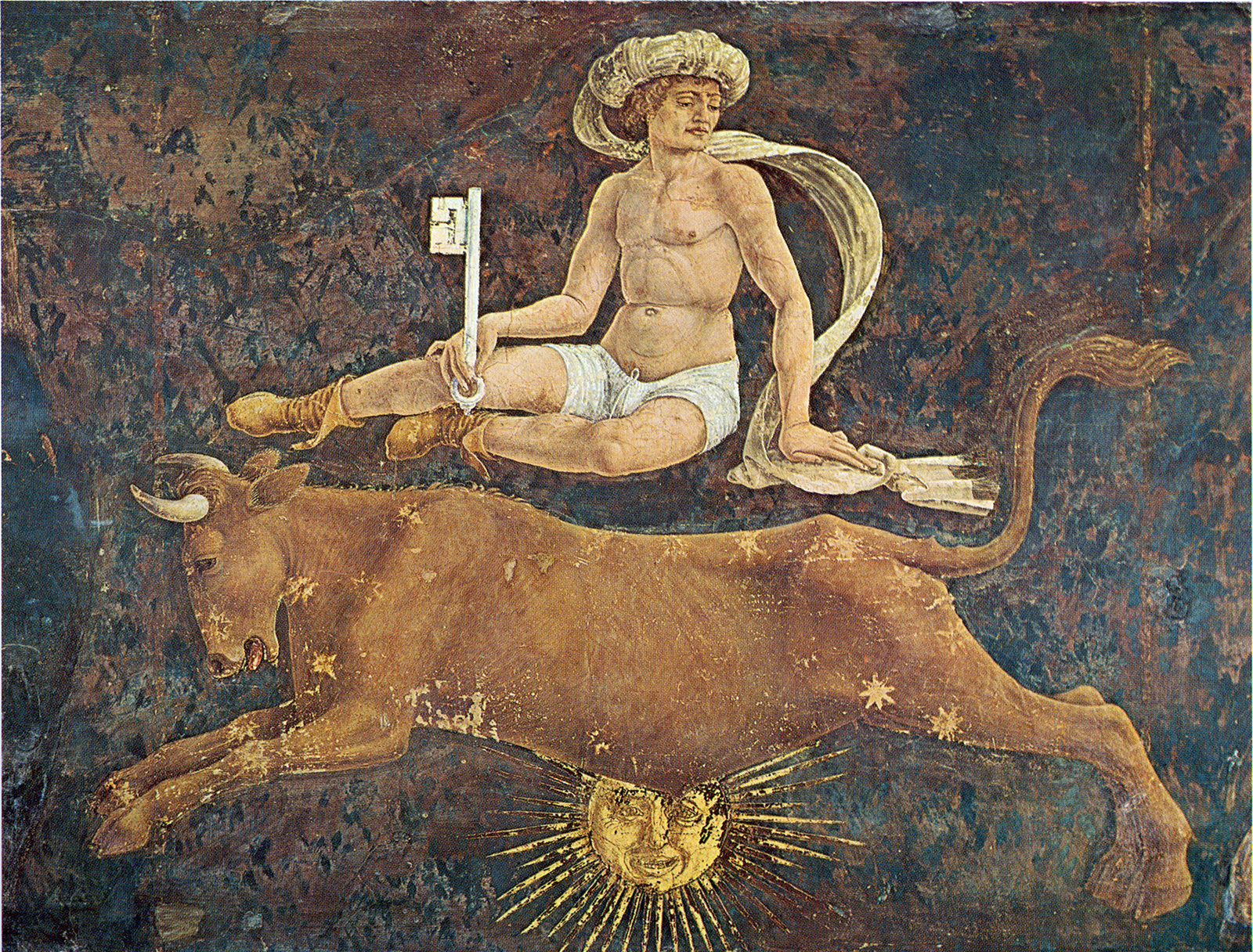
Francesco del Cossa, Aprile, Salone dei Mesi di palazzo Schifanoia, Ferrara

Il più vitale centro emiliano del Quattrocento fu Ferrara, dove alla corte degli Este si incontravano le più disparate personalità artistiche, da Pisanello a Leon Battista Alberti, da Jacopo Bellini a Piero della Francesca, dal giovane Andrea Mantegna a stranieri di prim'ordine come Rogier van der Weyden e Jean Fouquet. Fu durante l'epoca di Borso d'Este (al potere dal 1450 al 1471) che i molteplici fermenti artistici della corte si trasformarono in uno stile peculiare, soprattutto in pittura, caratterizzato dalla tensione lineare, dall'esasperazione espressiva, dalla preziosità estrema unita con una forte espressività. Il nascere della scuola ferrarese si coglie nelle decorazioni dello Studiolo di Belfiore e si sviluppò negli affreschi del Salone di Mesi di Palazzo Schifanoia, dove emersero le figure di Cosmè Tura e, in un secondo momento, Francesco del Cossa ed Ercole de' Roberti. I ferraresi ebbero un'influenza fondamentale anche nella vicina Bologna, dove vennero ammirati dagli artisti locali come Niccolò dell'Arca, che proprio all'esempio di essi deve l'esplosione di violento sentimento del celebre Compianto sul Cristo morto.
A Bologna aveva già lasciato il suo capolavoro Jacopo della Quercia (la Porta Magna della basilica di San Petronio), opera che fu recepita veramente solo da Michelangelo, che qui si trovò esule decenni dopo. Lo scultore fiorentino fu solo il primo tra numerosi artisti che di passaggio in città vi lasciarono i propri capolavori, ma per avere una valida "scuola bolognese" si dovette aspettare il Cinquecento, quando attorno agli affreschi dell'oratorio di Santa Cecilia si svilupparono nuovi talenti tra cui spiccava Amico Aspertini, autore di una personale rivisitazione di Raffaello con un'eccentrica vena espressiva, ai limiti del grottesco.

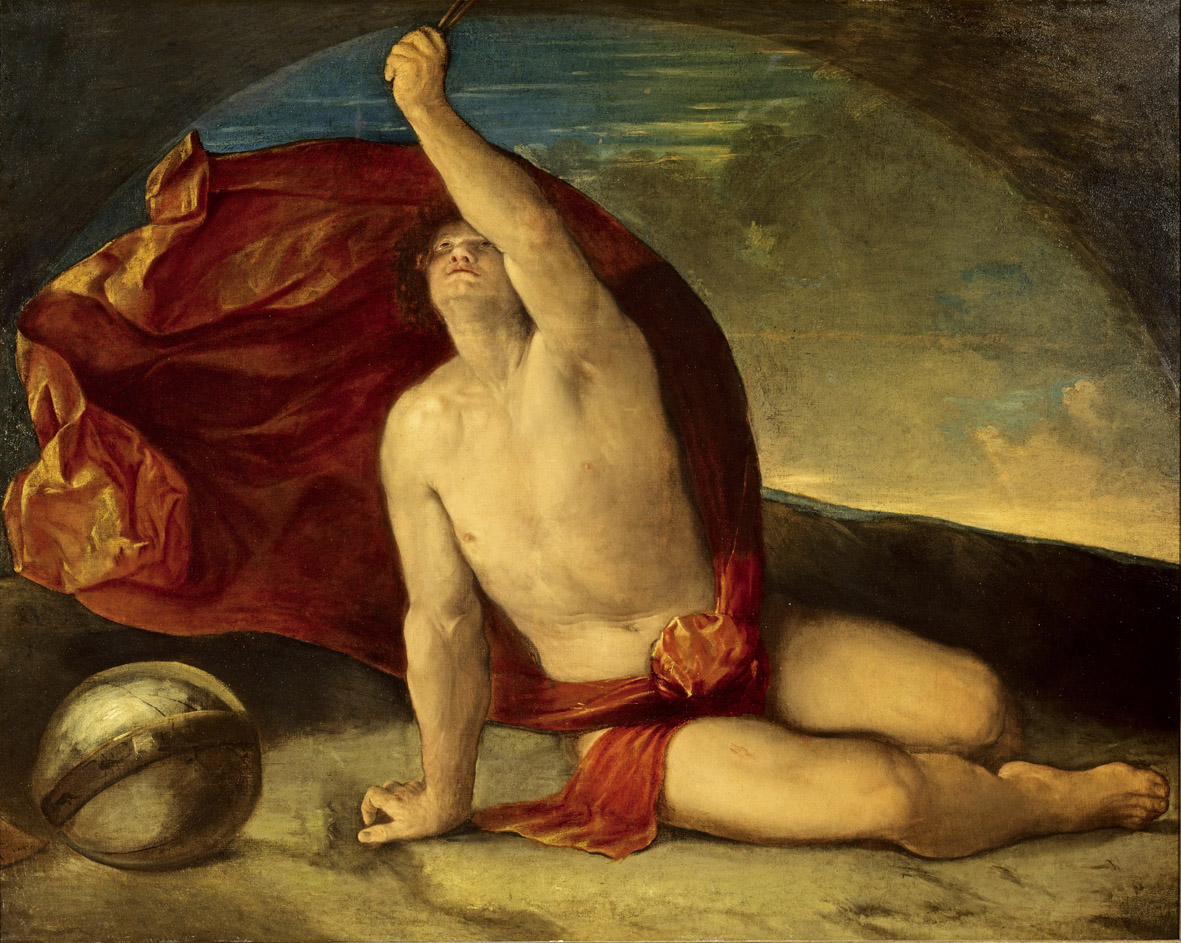
Dosso Dossi, Sapiente con compasso e globo

Anche nel Cinquecento Ferrara si confermò come centro esigente e all'avanguardia in campo artistico. Alfonso d'Este fu un fecondo committente di Raffaello e di Tiziano, mentre tra gli artisti locali fece emergere il Garofalo e soprattutto Dosso Dossi.
L'altro centro emiliano che beneficiò di un'importante scuola fu Parma. Dopo un sonnacchioso Quattrocento, il nuovo secolo fu un crescendo di novità e grandi maestri, con Filippo Mazzola, il Correggio e Parmigianino.

### Romagna
La Romagna invece ebbe un lampo sulla scena artistica con la signoria di Sigismondo Pandolfo Malatesta a Rimini. Egli chiamò a lavorare in città Leon Battista Alberti, Agostino di Duccio e Piero della Francesca, che crearono opere marcatamente celebrative del committente, alla cui morte nessuno raccolse però l'eredità.
Gli altri centri di una certa importanza furono Forlì, dove l'esempio di Piero e degli urbinati fu stimolo fecondo per Melozzo e le sue visioni da sott'in su, le prime in Italia, nonché per Marco Palmezzano; e Cesena ove con la corte dei Malatesta, e nel particolare di Malatesta Novello, fu eretta la Biblioteca Malatestiana ad opera dell'architetto Matteo Nuti (con l'influsso del magistero di Leon Battista Alberti) e dello scultore Agostino di Duccio, e successivamente di Cesare Borgia, che portò in città Leonardo Da Vinci.

### Umbria

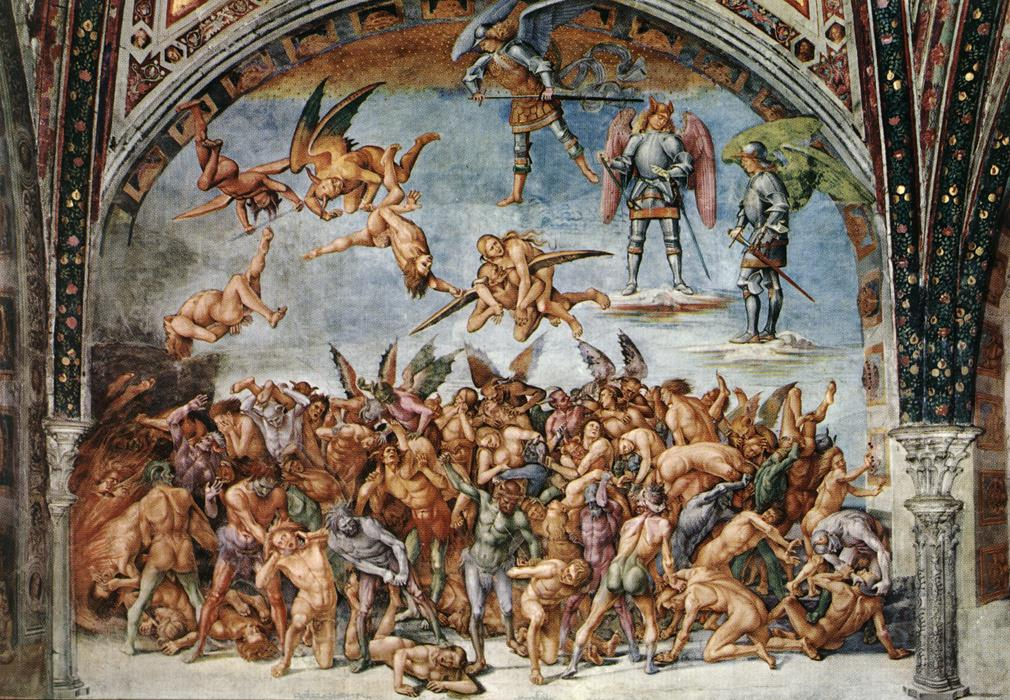
Luca Signorelli, Dannati all'Inferno (1499-1502)

L'Umbria, frammentata in più entità politiche, ebbe diversi tempi di adesione al gusto rinascimentale da centro a centro. In ogni caso si registrò spesso una prima fase di assorbimento passivo, generante solo in un secondo momento una partecipazione attiva alle novità. Tra i primi e più significativi esempi ci fu la Perugia dei Baglioni, dove lavorarono numerosi artisti fiorentini, senesi e urbinati.
Poco prima della metà del secolo si registrano già alcuni pittori maturi e attivi in regione, capaci di filtrare alcuni elementi innovativi nel proprio stile: Giovanni Boccati, Bartolomeo Caporali e Benedetto Bonfigli. A Piero della Francesca si rifaceva la prima opera inequivocabilmente rinascimentale, le otto tavolette delle Storie di san Bernardino, in cui lavorò il giovane Pietro Perugino, artista formatosi nella bottega del Verrocchio a Firenze e interessato alle ultime novità dalle Fiandre, in particolare l'opera di Hans Memling. Fu lui il primo a sviluppare quello stile "dolce e soave" che ebbe una notevole fortuna negli ultimi decenni del Quattrocento. I suoi dipinti religiosi, con la loro indefinita caratterizzazione di personaggi e luoghi, intonati a un tono lirico e contemplativo, con una morbida luce soffusa, un chiaroscuro che evidenzia la rotondità delle forme, colori ricchi, assenza di drammaticità nelle azioni, paesaggi idilliaci e teatrali architetture di sfondo. Attivissimo a Firenze e a Perugia, dove teneva bottega contemporaneamente, fu tra i protagonisti a Roma della prima fase della decorazione della Cappella Sistina.

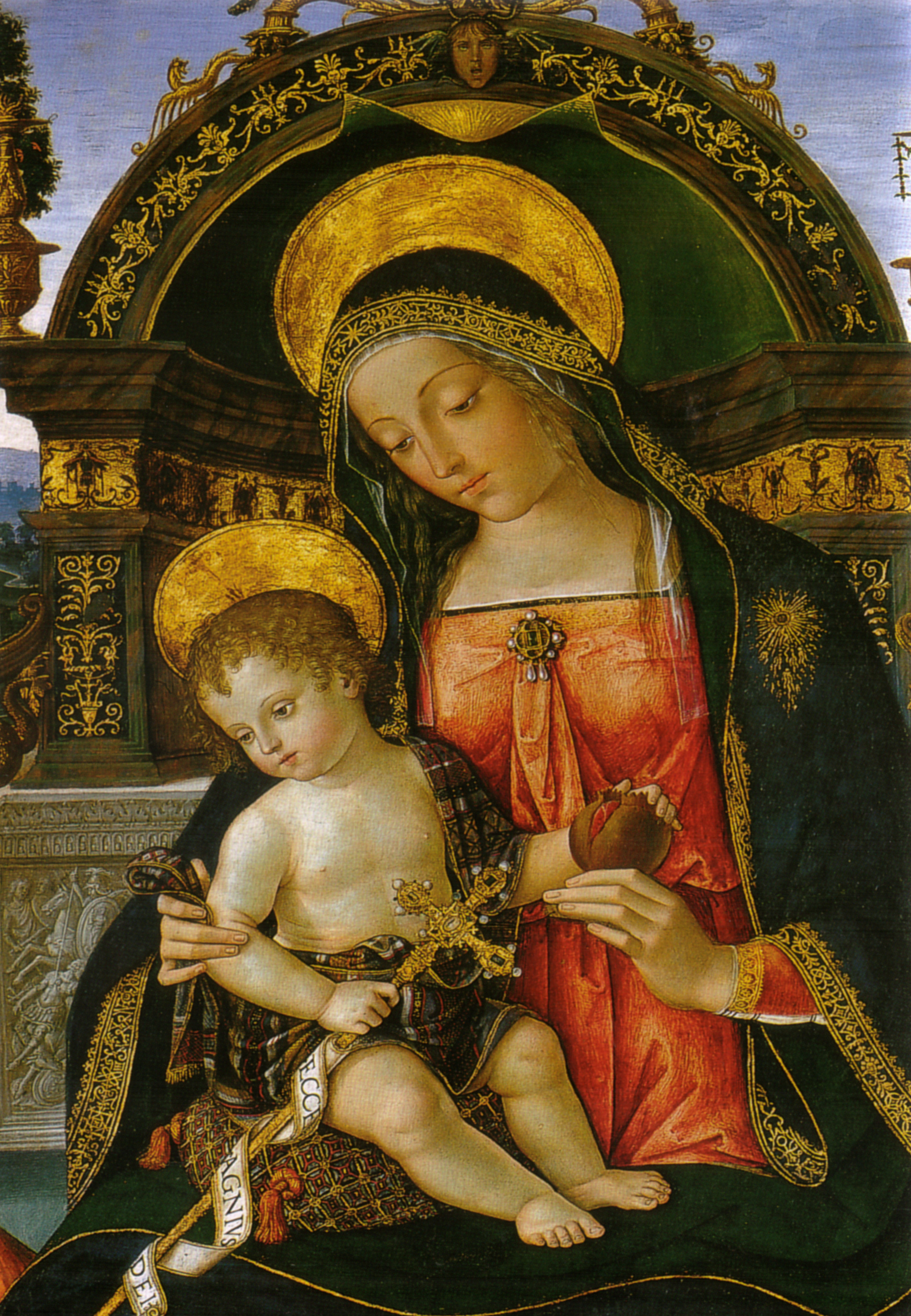
Pinturicchio, Pala di Santa Maria dei Fossi (1496-1498), dettaglio

Suo allievo fu Pinturicchio, che sviluppò una pittura simile ma sovrabbondante nella decorazione con motivi all'antica a dorature. Approfittando della temporanea mancanza di maestri a Roma dopo la partenza dei frescanti della Sistina (1482), fu in grado di organizzare un'efficiente bottega che conquistò importanti commissioni sotto Innocenzo VIII e Alessandro VI.
A Orvieto la decorazione del Duomo raggiunse un culmine con l'arrivo di Luca Signorelli, che creò un celebre ciclo di affreschi nella Cappella di San Brizio con le Storie dell'umanità alla fine dei tempi, un tema millenaristico particolarmente appropriato all'incipiente scadere del secolo (fu avviato nel 1499).
Ai centri umbri è legata anche la prima attività di Raffaello Sanzio, originario di Urbino e menzionato per la prima volta come "maestro" nel 1500 (a circa diciassette anni), per una pala d'altare destinata a Città di Castello. Nella stessa città dipinse altre tavole tra cui lo Sposalizio della Vergine, in cui traspare evidente il riferimento al Perugino, Sempre a Città di Castello hanno lavorato Luca Signorelli, Vasari, Rosso Fiorentino, Della Robbia ecc.

### Piemonte e Liguria
All'inizio del Quattrocento zone come il Piemonte e la Liguria vennero interessate dalla cosiddetta "congiuntura Nord-Sud", una corrente in cui gli elementi fiamminghi e mediterranei si fondevano insieme, favoriti dai commerci e dalle relazioni politiche. Napoli ne fu probabilmente l'epicentro in un arco vastissimo e disomogeneo, che comprendeva anche la Provenza, Palermo e Valencia. I principali artisti attivi nell'area furono Donato de' Bardi, Carlo Braccesco e Zanetto Bugatto.
Per sviluppi artistici di rilievo si dovette attendere in Piemonte l'epoca di Gaudenzio Ferrari e del sacro Monte di Varallo, mentre nella ricchissima Genova la scena artistica locale decollò solo nel Cinquecento, col rinnovamento architettonico di Galeazzo Alessi, Giovan Battista Castello e Bernardino Cantone. La riqualificazione della Strada Nuova richiese anche un'abbondante produzione di affreschi, a cui lavorarono l'assistente di Raffaello Perin del Vaga e Luca Cambiaso.

### Regno di Napoli

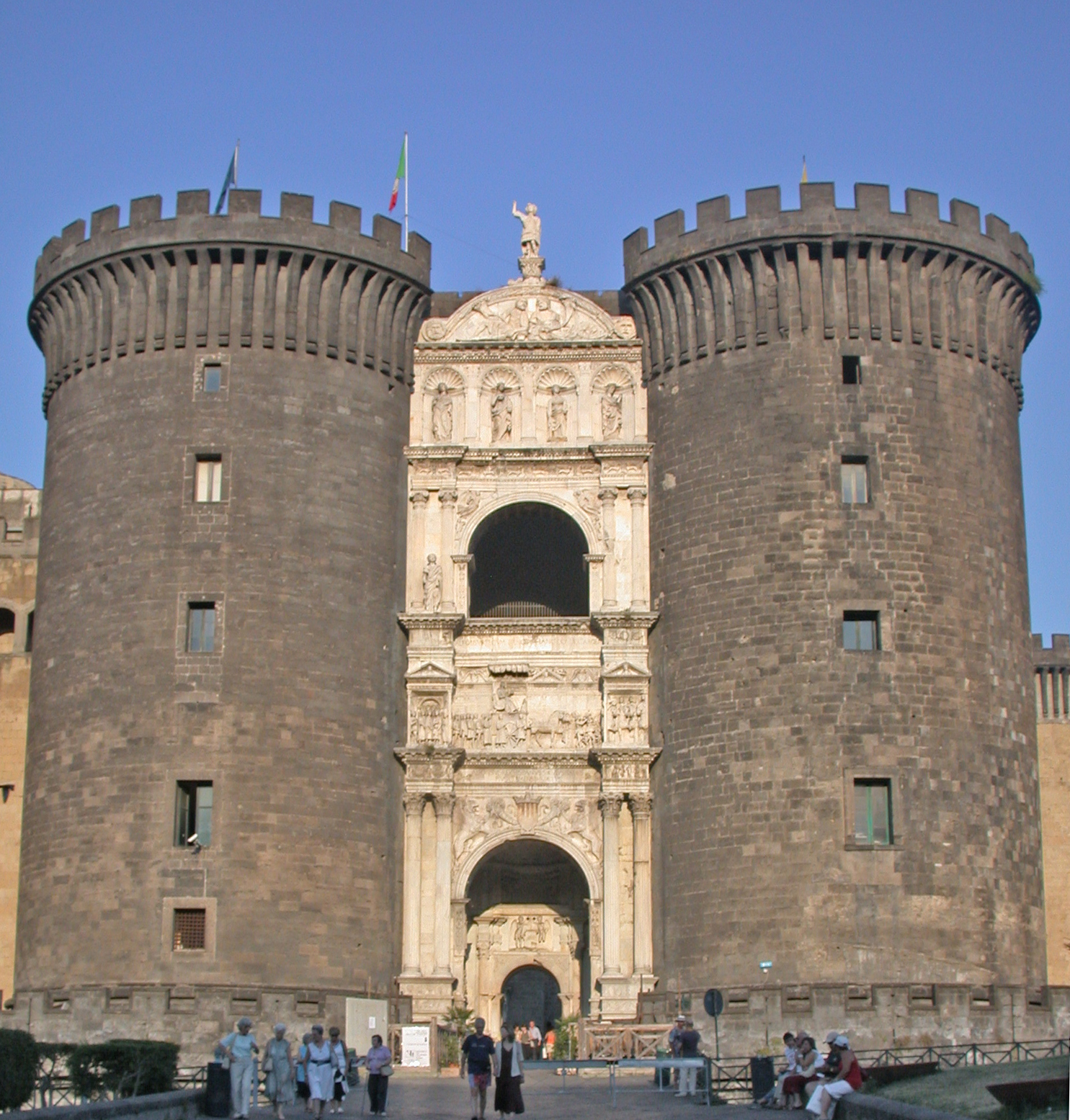
Castel Nuovo, l'arco trionfale di Alfonso d'Aragona

Nel Sud, diviso tra il regno di Napoli nel continente e il regno di Sicilia (della Corona d'Aragona) sull'isola omonima, l'arte rinascimentale fu strettamente legata alle influenze franco-fiamminghe, dovute a rotte politiche e, in parte, commerciali.
Il Rinascimento a Napoli, fu composto nel Quattrocento da due stagioni principali. La prima è legata al regno di Renato d'Angiò, dal 1438 al 1442, quando portò in città il suo gusto dagli ampi orizzonti culturali, culminato nell'attività di Barthélemy d'Eyck e Colantonio. La seconda è legata all'insediamento in città di Alfonso I d'Aragona dal 1444, che coinvolse il regno nel giro degli scambi strettissimi con gli altri territori della corona aragonese e chiamando in città artisti catalani, come Guillén Sagrera e Lluís Dalmau.
Più tardi, i legami culturali ed artistici con Firenze trasformarono Napoli in una delle capitali del Rinascimento italiano: la Cappella Caracciolo in San Giovanni a Carbonara ne fu un primo esempio.
In ogni regione del Regno di Napoli si ebbero contributi all'arte rinascimentale, sebbene tutte gravitanti intorno all'unica corte reale. Tra gli esempi più significativi, artefici pugliesi come Stefano da Putignano, calabri come Giovanni Francesco Mormando, abruzzesi come Andrea dell'Aquila e lucani come l'architetto-compositore Novello da San Lucano, autore della chiesa del Gesù Nuovo.

#### Abruzzo e Molise

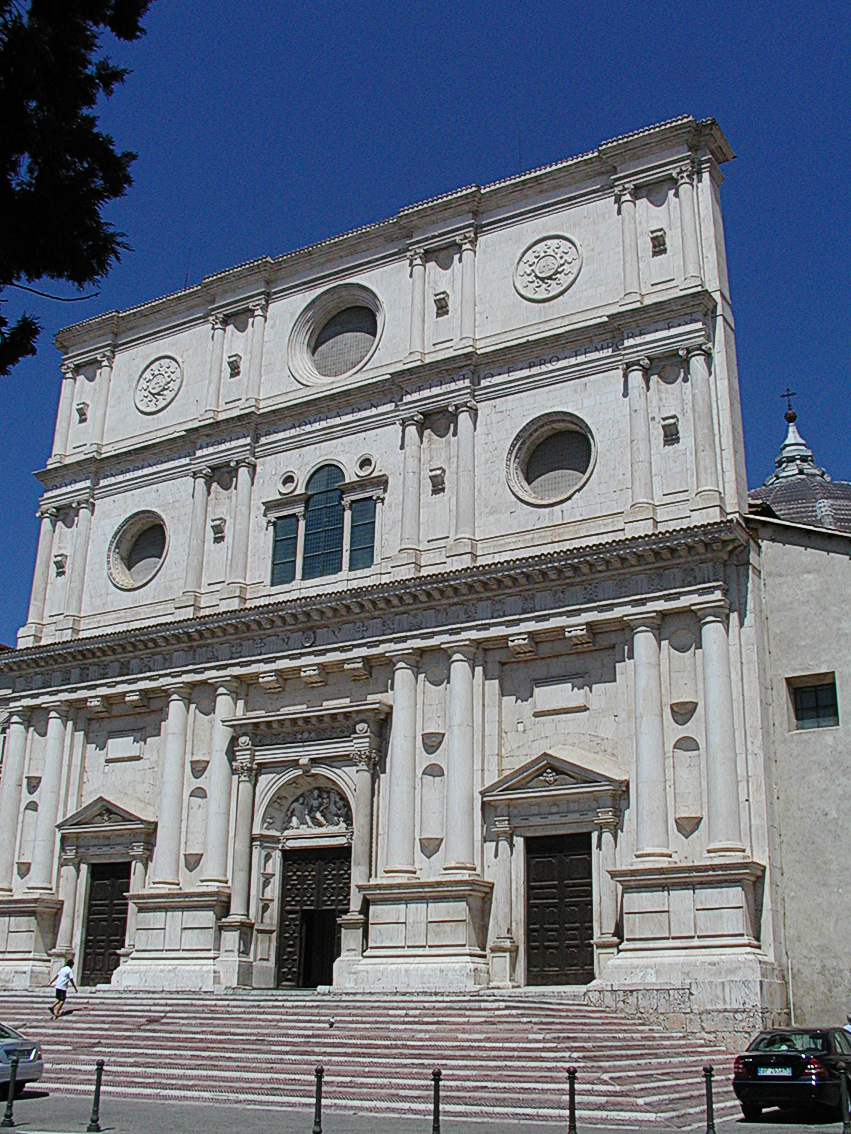
Facciata della basilica di San Bernardino a L'Aquila

In Abruzzo l'arte rinascimentale conobbe una prima introduzione con l'opera di Nicola da Guardiagrele, che fu orafo e scultore, allievo diretto di Lorenzo Ghiberti a Firenze. Ebbe poi come centri culturali il teramano e il ducato di Atri, sotto la protezione della famiglia Acquaviva e nell'ambito delle iniziative legate alle ricostruzioni dovute al primo grande terremoto dell'Aquila del 1461. Presso la città l'opera rinascimentale di maggior rilievo è la basilica di San Bernardino, costruita a partire dal 1454, con una facciata fu iniziata nel 1524 da Cola dell'Amatrice e terminata nel 1542. Nella città aquilana intervennero tra la seconda metà del '400 e per gran parte del '500 le maggiori maestranze locali, come Andrea De Litio, Silvestro dell'Aquila, Francesco da Montereale e Saturnino Gatti. Nel campo scultoreo fu perfezionata la tecnica del legno intagliato, data la ricca produzione di sculture sacre, spesso Madonne con Bambino, circolanti in città. Molte di queste furono realizzate da Silvestro, che nel 1500 s'incaricò anche di firmare il monumento commemorativo a Bernardino da Siena nella basilica, costruendo il Mausoleo di San Bernardino.
Presso la corte del ducato d'Atri, Giulio Antonio Acquaviva volle la costruzione di una "città ideale" nel 1471 presso il vecchio abitato di Castrum Sancti Flaviani, che fu interamente ricostruito sotto un preciso progetto architettonico rinascimentale, e nominato "Giulia Nova", ossia Giulianova. Tale città era dotata di un sistema fortificato lineare a pianta quadrata con tre torri per ciascun lato, e vie principali del cardo e decumano che conducevano alla piazza principale del Duomo di San Flaviano.

#### Puglia e Basilicata

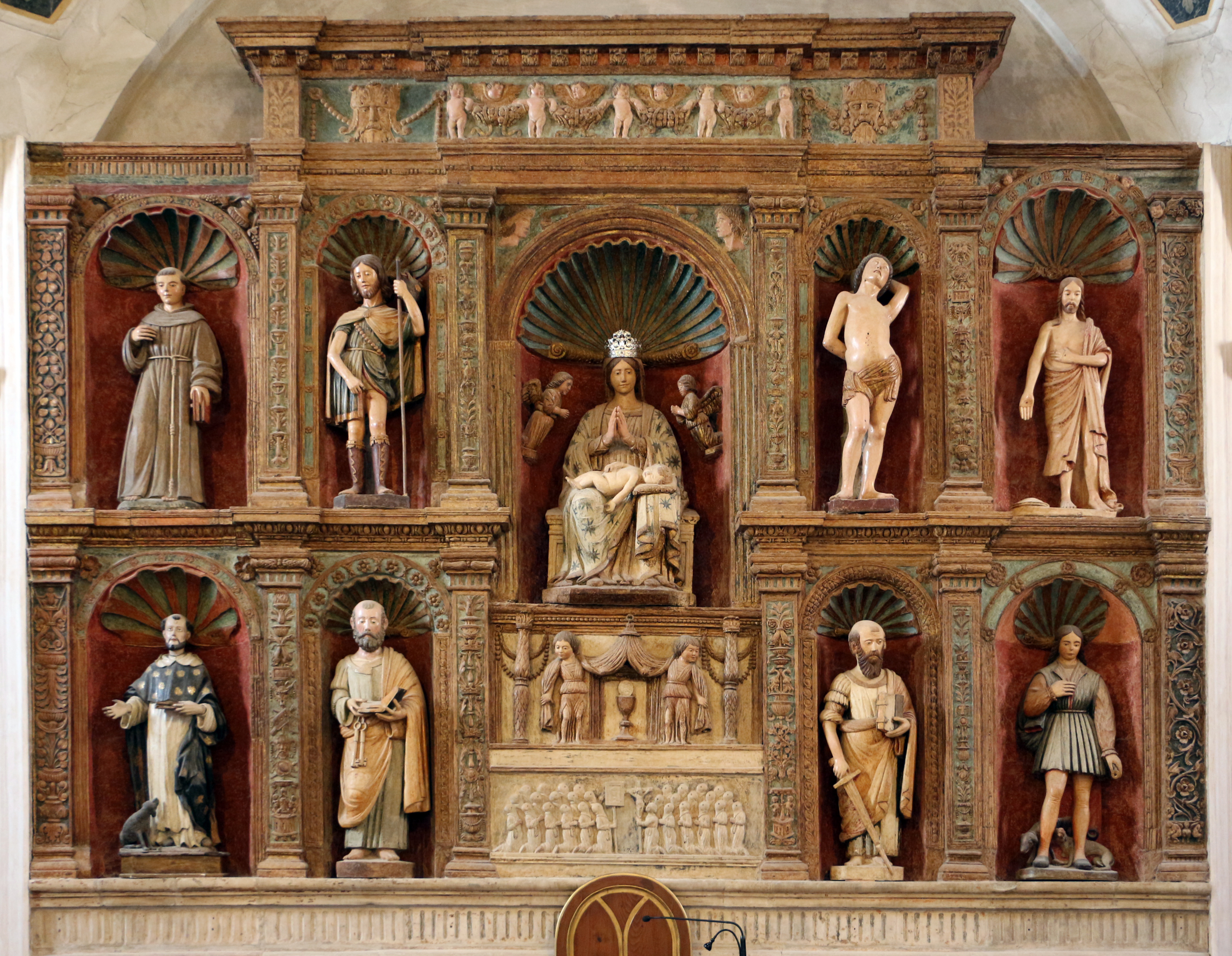
Nuzzo Barba e Stefano da Putignano, Polittico di Noci, chiesa madre di Santa Maria della Natività, Noci

Toccata solo marginalmente dal Rinascimento, la Puglia e la Basilicata conservano comunque alcune importanti opere di autori rinascimentali, soprattutto napoletani e veneziani, grazie rispettivamente alle rotte terrestri e marittime. Tuttavia l'influenza sulla produzione locale fu scarso. Si possono citare come esempi il busto di Francesco II del Balzo nel Museo diocesano di Andria, attribuito a Francesco Laurana, la Santa Eufemia attribuita a un valido artista padovano nella cattedrale di Irsina, o le tavole veneziane di Giovanni Bellini a Lecce, di Lorenzo Lotto a Giovinazzo, le tele di Paolo Veronese e Palma il Giovane in varie chiese della regione e i polittici della chiesa di Santa Maria nelle isole Tremiti o della chiesa Madre di Miglionico (quest'ultimo di Cima da Conegliano). Altre opere scultoree sono il mausoleo di Angela Castriota Skanderbeg della chiesa di Santa Sofia a Gravina in Puglia o la statua di San Michele Arcangelo nella grotta dell'omonimo santuario nel Gargano. 
In Puglia lavorarono Giorgio da Sebenico e il fiorentino Giovanni Cocari nel cantiere della chiesa di Santa Maria alle Isole Tremiti. L'influenza della cultura di Napoli degli angioini invece toccò il casato pugliese degli Orsini del Balzo, che eressero per loro dei preziosi cenotafi e sepolcri, presenti nella basilica di Santa Caterina d'Alessandria a Galatina e nella cattedrale di San Cataldo a Taranto. Tali sepolcri rinascimentali evocano sicuramente i mausolei durazzeschi e angioini, come quelli della basilica di Santa Chiara di Napoli. I contatti culturali aumentarono, nel 1492 Alfonso di Calabria compì con Francesco di Giorgio Martini un viaggio in Terra d'Otranto per la ricognizione dei castelli, con a seguito lo scultore Guido Mazzoni. Nel 1503 la Puglia entrò a far parte del viceregno napoletano e gli arrivi di opere da Napoli si fecero via via più frequenti. Tali contatti favorirono lo sviluppo di botteghe di artisti locali al servizio della famiglia Acquaviva di Atri e quella degli Aragona, stanziati presso Galatina (Nuzzo Barba), Conversano e Nardò. Niccolò Ferrando fu attivo a Otranto; Stefano da Putignano, il più prolifico scultore rinascimentale pugliese, a Putignano; Raimondo da Francavilla Fontana scolpì il portale della collegiata di Manduria; il Maestro di Brindisi fu attivo nel basso Salento. Tra i pittori locali si può citare Tuccio d'Andria, attivo negli ultimi decenni del Quattrocento.
In Basilicata centro nevralgico del rinascimento fu Matera. Il più noto scultore rinascimentale fu Altobello Persio, appartenente una nobile famiglia di Montescaglioso, impresario nell'arredo scultoreo nella maggior parte delle chiese materane. Con Altobello e il fratello Aurelio, attivo nella chiesa madre di Castellana, si assistette all'inedito innesto di elementi siciliani nella scultura appulo-lucana del Cinquecento, caratterizzata da forti propensioni classicizzanti, specialmente nel Salento, prima dell'esplosione artistica del barocco leccese; figure di passaggio furono Ferrando Riccardi e Gabriele Riccardi, attivo nella basilica di Santa Croce a Lecce.

### Regno di Sicilia

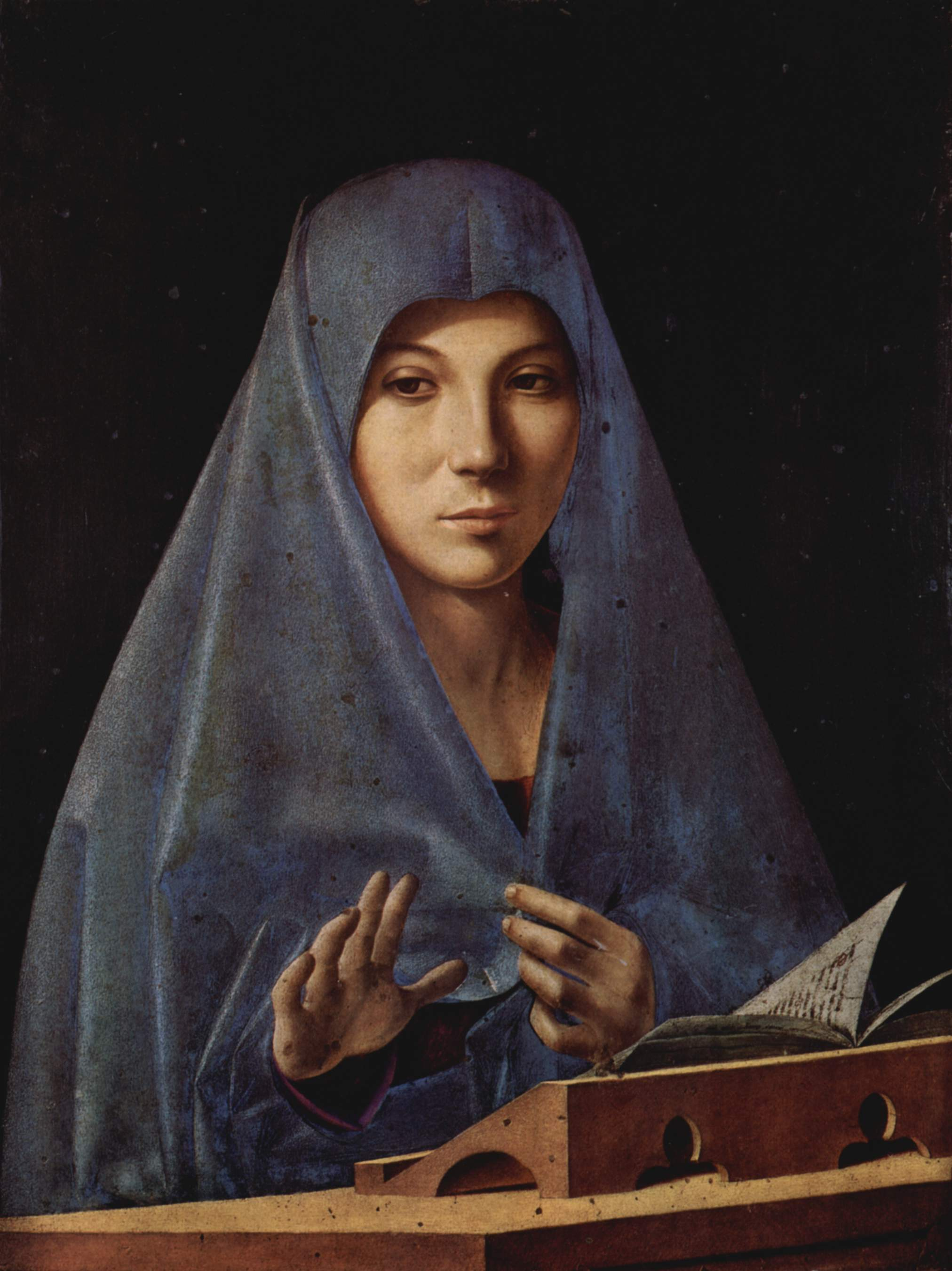
Antonello da Messina, Annunciata di Palermo

Anche nel Regno di Sicilia la versione locale dell'arte rinascimentale fu influenzata dalle particolari connessioni con la penisola iberica, con la Francia e le Fiandre, che portarono spesso artisti stranieri a lavorare nei principali scali del regno, Palermo e Messina. In quest'ultima città in particolare si formò Antonello, il quale introdusse la tecnica a olio in Italia, grazie agli stretti rapporti con pittori d'oltralpe, tra cui, probabilmente, Petrus Christus.
Il Rinascimento in Sicilia rappresenta un compromesso tra classicismo rinascimentale, il tardo substrato culturale medievale e influenze fiamminghe e gotiche. Infatti Messina, città alleata alla lega anseatica, sviluppò un forte legame culturale con i fiamminghi nonché la migrazione dei lavoratori fiamminghi che si stabilirono in Sicilia. Questa forte presenza fiamminga continuò nei secoli seguenti. Nei secoli XV e XVI la Sicilia fu prima sottoposta al governo aragonese e poi divenne parte dell’impero asburgico di Carlo V e del Regno di Spagna dei suoi successori.
La storia della lenta affermazione della cultura rinascimentale sull’isola può essere convenzionalmente avviata nel decennio tra il 1460 e il 1470 con la presenza in Sicilia di Antonello da Messina, Francesco Laurana e Domenico Gagini, talvolta presenti negli stessi luoghi, con influenze reciproche.